# 日産・ブルーバード
ブルーバード（BLUEBIRD）は、日産自動車が1959年（昭和34年）から2001年 (平成13年) まで生産・販売していた乗用車。

## 概要
第二次世界大戦前から続いてきた、17型セダン、戦後のDA型セダン、DB型セダンといったダットサンブランドにおけるセダンの系譜を引き継いでいる。メカニズム的に直系とされているのは、初の戦後設計となったダットサン・乗用車110 / 210型系（210は直列4気筒OHV C型 988 cc搭載）である。日産を代表するミドルセダンとして、タクシー用の車種としても親しまれた。愛好者間での通称は「ブル」。
最大の競合車種はトヨペット/トヨタ・コロナで、1960年代から1970年代にかけてコロナとブルーバードが繰り広げた熾烈な販売競争は「BC戦争」といわれた。

## 初代 310型系（1959年 - 1963年）
発売当時の名称は「ダットサン・ブルーバード」。ダットサン系の本格的な量産型乗用車としては最初の前輪独立懸架採用車となり、在来ダットサンの固定軸に比べて格段に乗り心地や操縦性を改善した。ボディタイプは4ドアセダンのみで、グレード構成は、1.0LはSTD、1.2LはSTDとDX。スタイリングは当時日産の社内デザイナーの佐藤章蔵によるもので、世界的トレンドにはやや遅れたデザインではあったが、全体に中庸を得たスタイルで機能性が高く、市場の反応は良好だった。セミモノコックボディと低床式ラダーフレームとを組合せて軽量化と強度確保を図る。主要部品の多くはダットサントラックとの共用で、十分な信頼性を備えていた。乗車定員は当初4名であったが、1959年（昭和34年）10月に後部座席寸法を3人がけ可能に変更して5名となった。エンジンは先代のダットサン・セダン210型から踏襲された「C1型」（水冷 直列4気筒 OHV 988cc 34PS / 4,400rpm）を主力に設定。後にストロークを再拡大し、1189cc ( 43PS / 4,400rpm ) とした「E1型」も設定（P311 / WP311型）した。いずれも技術提携先のイギリス・BMC社製オースチンB系エンジンをベースとしたストローク変更のバリエーションである。1.2LクラスのE1型エンジン設定の理由は、輸出主戦場と目されたアメリカ合衆国で当時成功を収めていた同クラスのフォルクスワーゲン・ビートルに対抗した性能確保が目的であった。当時の日産の主力車種としてモータリゼーションの潮流に与し、4年間に渡るモデルライフを通して良好な販売実績を示した。韓国においては、セナラ自動車（現・韓国GM）によりノックダウン生産され、「セナラ」の車名で販売されていた。ニュージーランドでは1962年5月から販売されており、日本車としては最も早い時期に参入した車種の1台となる。また1963年3月からはオークランド郊外のマウント・ウェリントンにてP312の現地生産が開始され、これは当地で生産された最初の日本車となった。
- 1959年（昭和34年）8月 - 発売。
- 1960年（昭和35年）7月 - 日本初となるエステートワゴン追加。
- 1960年（昭和35年）10月 - マイナーチェンジで出力増強が図られ、1.0L C1型43PS、E1型1.2Lは55PS/4,800rpmに変更され、311型となった。同時にトランスミッションが日本初のフルシンクロメッシュとなり、フロントグリルにはこれを示すエンブレムが与えられた。
- 1961年（昭和36年）2月 - 日本初の女性仕様車である、「ファンシーデラックス」が追加。ウインカー作動時に鳴るオルゴール、カーテン、サンバイザー組み込みのバニティーミラー、傘立て、ハイヒール立てなど36点もの専用装備があった。
- 1961年（昭和36年）8月 - マイナーチェンジでフロントグリル、テールランプ、メーターパネルの意匠が変更され、312型となった。この型よりトランクリッドの開閉がキー操作で開き、閉じるとロックされる構造になる。
- 1962年（昭和37年）4月 - 「サキソマット」のオートクラッチ付車を設定。
- 1962年（昭和37年）5月 - ニュージーランドで発売開始。
- 1962年（昭和37年） - 南アフリカ・ロズリンでCKD生産開始。
- 1962年（昭和37年）9月 - マイナーチェンジでもフロントグリル、テールランプの意匠、フロントスタビライザーが変更。
- 1962年（昭和37年）12月 - フロントシートにセパレートシートを設定。
- 1963年（昭和38年）4月 - 「サファリラリー」に参戦するが、2台とも完走とはならなかった。
- 1963年（昭和38年）5月 -  ニュージーランドでP312の現地生産開始 (日本車としては初)。

初代の生産台数は約21万台。

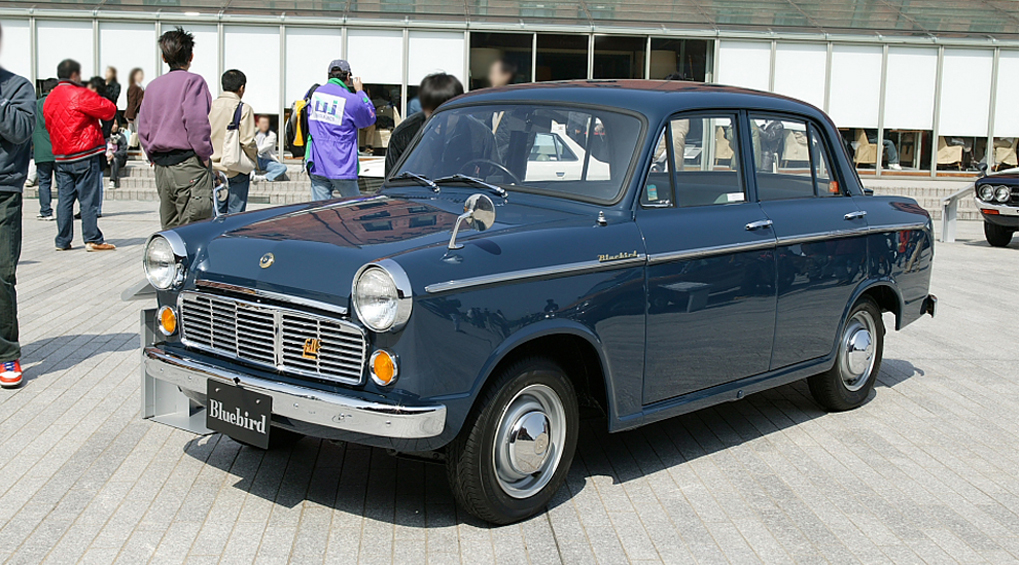
P311型（中期型、1960年10月 - 1961年8月）
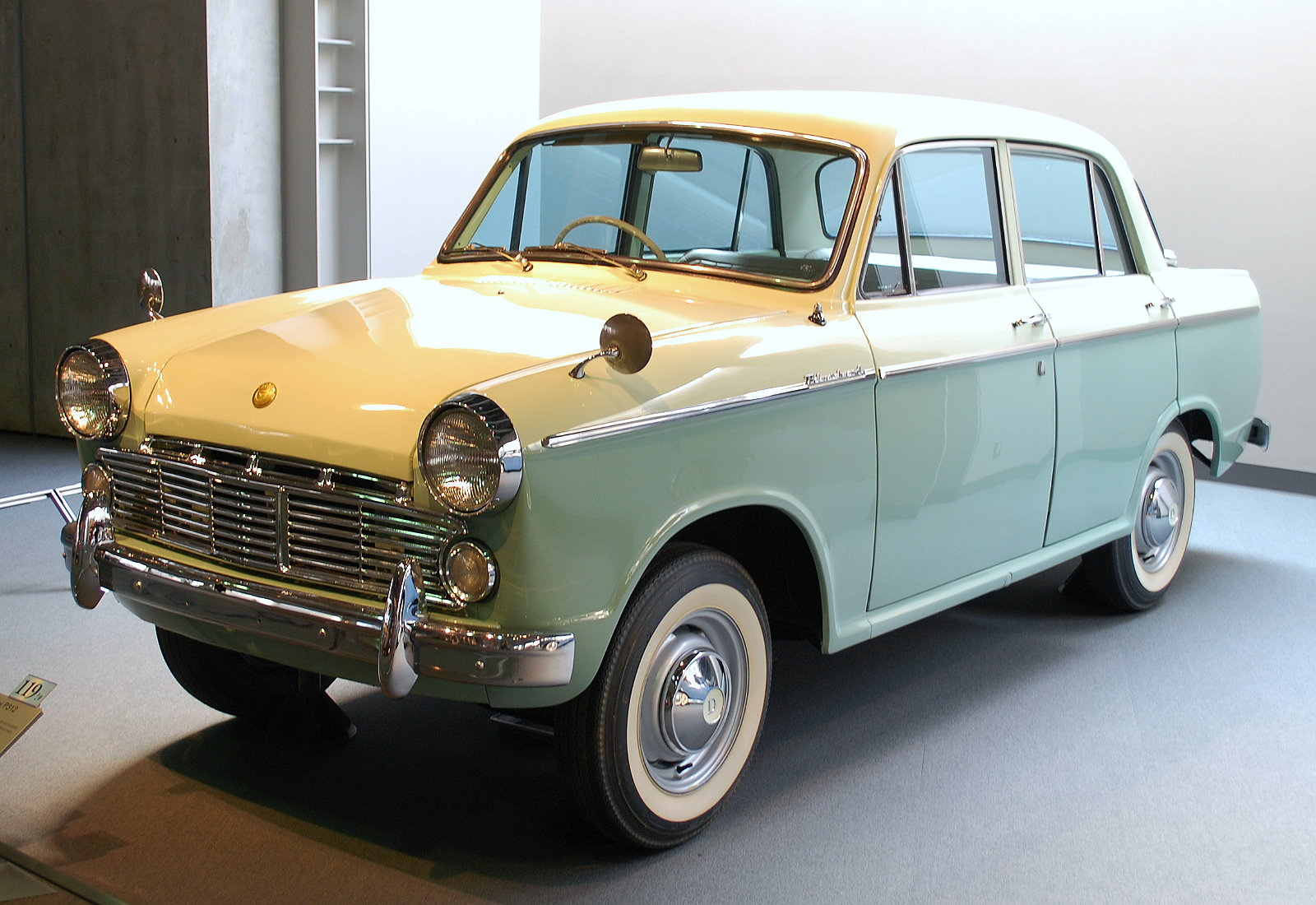
トヨタ博物館所蔵品 P312型（後期型、1961年8月 - 1962年9月）
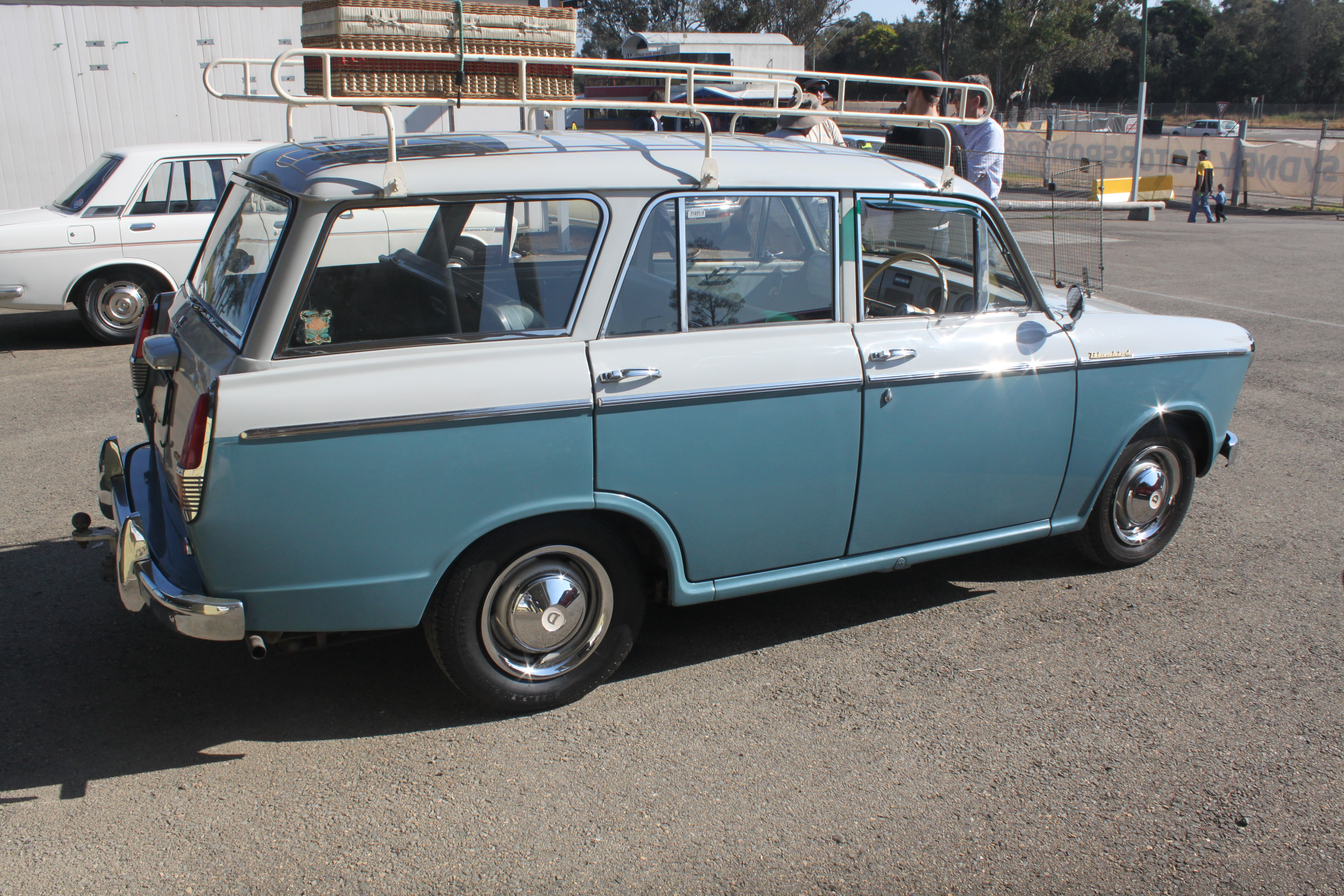
WP312型エステートワゴン （サイドビュー）
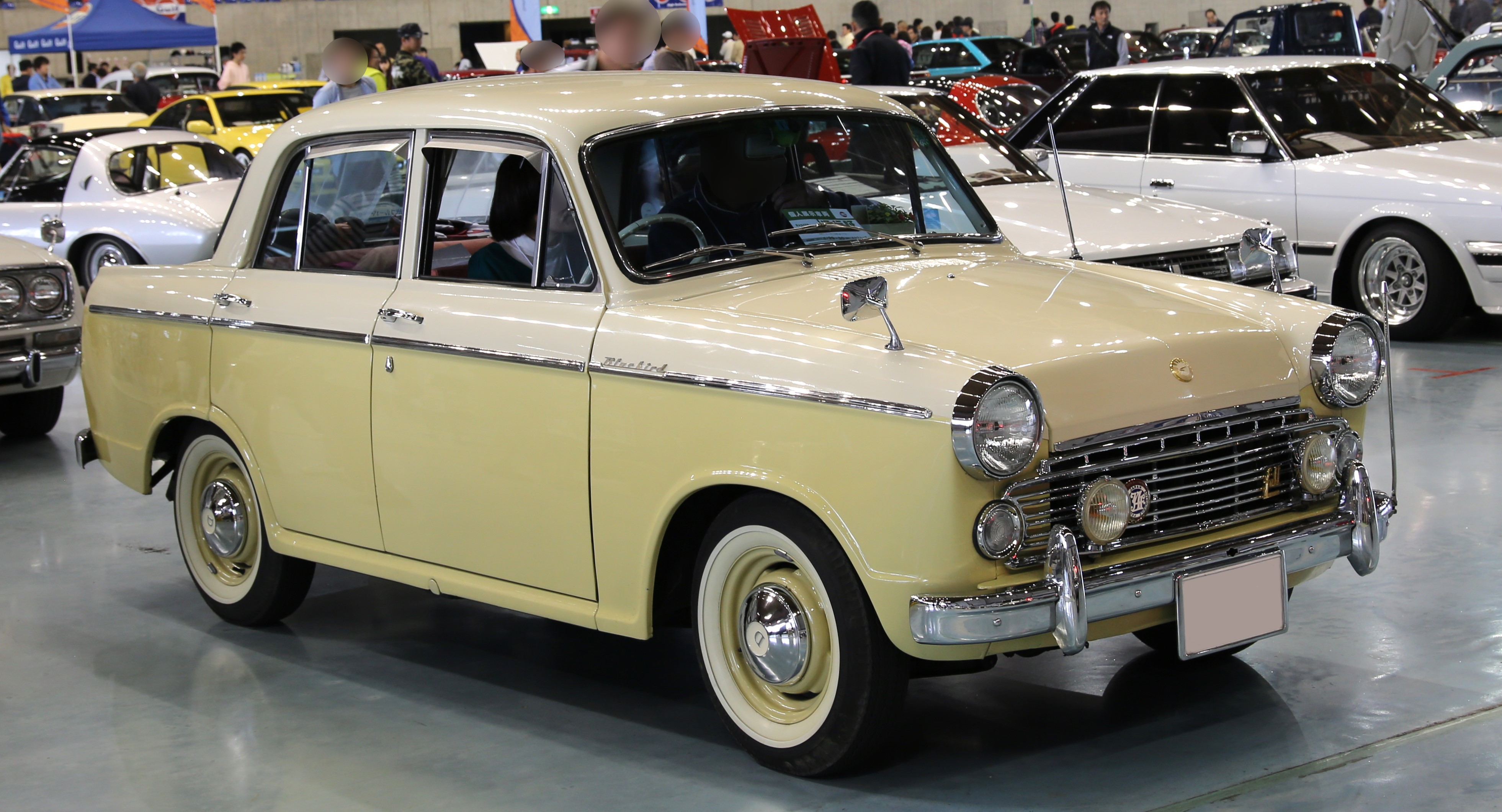
1200ファンシーデラックス（後期型、1962年9月 - 1963年9月）
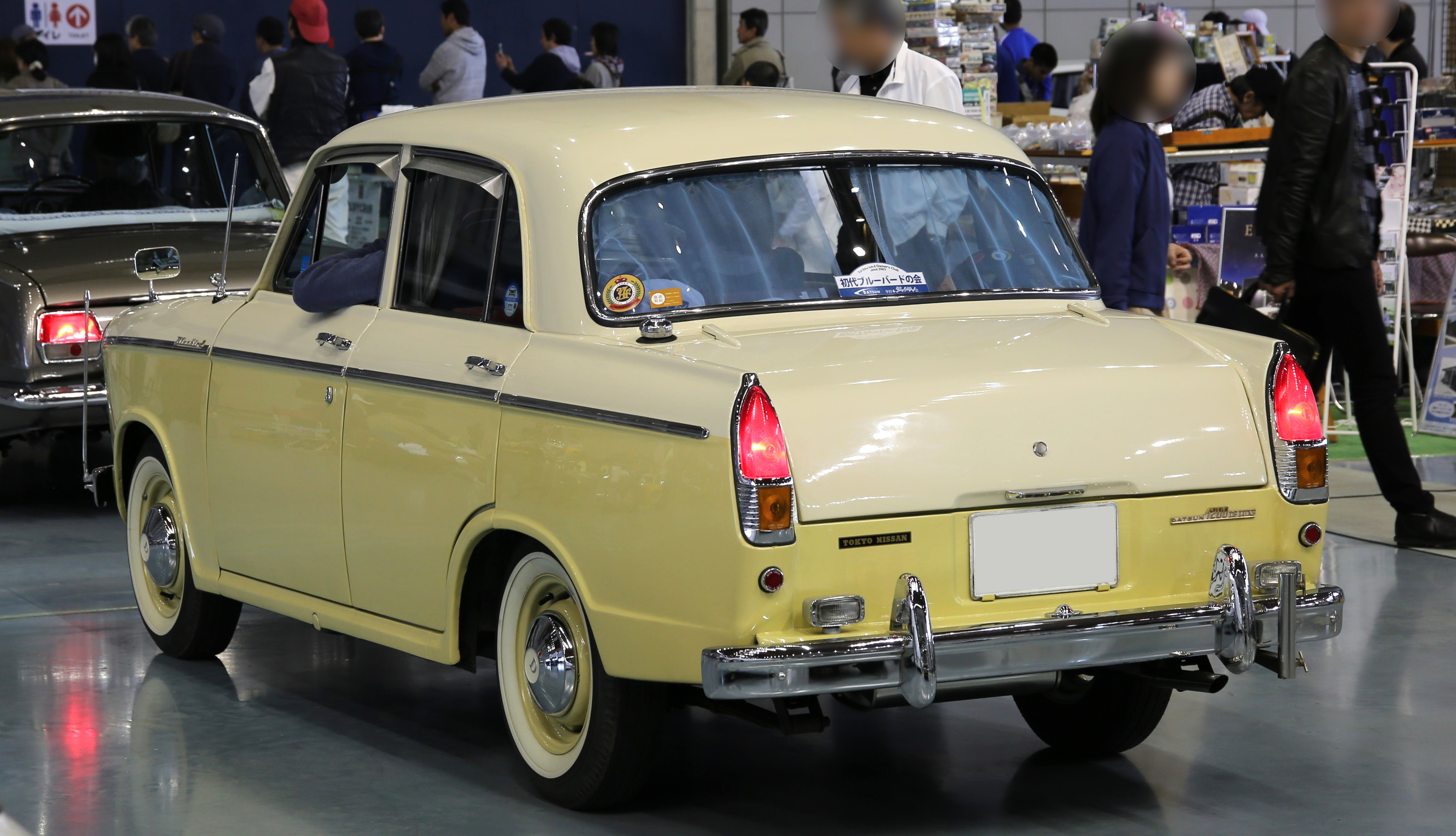
1200ファンシーデラックス リア

## 2代目 410型系（1963年 - 1967年）
後にブルーバードのイメージを牽引することになるSSS（スーパースポーツセダン）が設定された初めてのモデルでもある。日産初のフル・モノコック構造の車体を採用、当初のボディタイプは、4ドアのセダンとエステートワゴンのみ。先代に引き続き北米輸出が図られたほか、新たに欧州へ輸出されている。スタイリングはピニンファリーナによるものであったが、欧州調の尻下がりラインが不評で、販売台数で初めてコロナにリードを許す。エンジンは当初先代からのキャリーオーバーであるC型1.0L 45PSとE型1.2L 55PSであったが、電源は310系までの直流発電機（ダイナモ）から、交流発電機（オルタネーター）に変更し、発電性能を向上させている。トランスミッションは310型系以来のフルシンクロの3速MTで、1.2Lには「サキソマット」のオートクラッチの設定もあった。グレード構成は、1.0LはSTD、1.2LはSTDとDX、ファンシーDX、エステートワゴン。海外生産は先代から続くニュージーランドに加えて、新たにオーストラリア・シドニーでも開始された。
- 1963年9月 - 発売。
- 1964年3月 - ブルーバード初のスポーツモデルとなる「1200SS（スポーツセダン）」を追加。E型1.2LにSUツインキャブ65PSのエンジン搭載。
- 1964年9月 - マイナーチェンジでフロントグリルの意匠を変更。1,000ccモデルが廃止され、2ドアセダンが追加。
- 1965年1月 - リクライニングシート車設定。
- 1965年2月 - 「2ドア1200SS」追加。
- 1965年5月 - マイナーチェンジで411型となった。また、1,200ccモデルは1,300ccJ型62PSに変更となり、電装系をマイナスアースに変更。「1300SS」はJ型72PSに向上し、同時に「1600SSS」を追加。SUツインキャブ付き1.6L R型90PSのエンジン、ポルシェシンクロの4段ミッションを装備。
- 1965年10月 - 一部改良。ウインドウォッシャーのポンプをプランジャー型からゴム収縮型に変更（ファンシーデラックスを除く）。ルームミラーとサンバイザーの形状を変更。同時に防眩ルームミラーと助手席サンバイザーのオプション設定。
- 1966年 - メキシコ日産のクエルナバカ工場にて生産を開始。
- 1966年4月 - マイナーチェンジで、評判の良くなかった尻下がりのボディ形状を改める大幅な変更を行った。この変更でテールランプが独特の形状であった通称「鍵テール」が平凡で一般的な形状に変更された。1300バンの追加。「1300SS」と「1600SSS」は専用フロントグリルを採用。「1600SSS」に前輪ディスクブレーキを装備。
- 1966年6月 - ボルグワーナー製の3速オートマチック付車設定。
- 1966年9月 ‐内装の意匠を中心とした仕様変更。主な変更点は、デラックス系のシート生地がチェック柄となり、ビニールトリムはメタリック調。ステアリングパッドに「BLUEBIRD」の文字が入る。アクセルペダルの形状変更（スプーンタイプからオルガンタイプへ）。「1300SS」に前輪ディスクブレーキを装備。

モータースポーツ
- 1965年3月 - 「第4回ナショナルストックカーレース」（於: 川口オートレース場ダートコース）スポーツマンクラスにて「1200SS」が優勝。ドライバーは長谷見昌弘。

サファリラリー
- 1964年 - 4台で参戦したが、リタイア。
- 1965年 - 3台で参戦したが、リタイア。
- 1966年4月 - 「第14回東アフリカサファリラリー」に4台の「1300SS」(ダットサンP411-TK)（1,299cc）で参戦。グリンリー/ダンク組が5位で完走し、クラス優勝[注釈 6]。

モンテカルロラリー
- 1965年 - 1台参戦、リタイア。
- 1966年 - 1台参戦、総合59位。
- 1967年 - 3台参戦、総合58位、2台リタイア。

2代目の生産台数は約52万台。

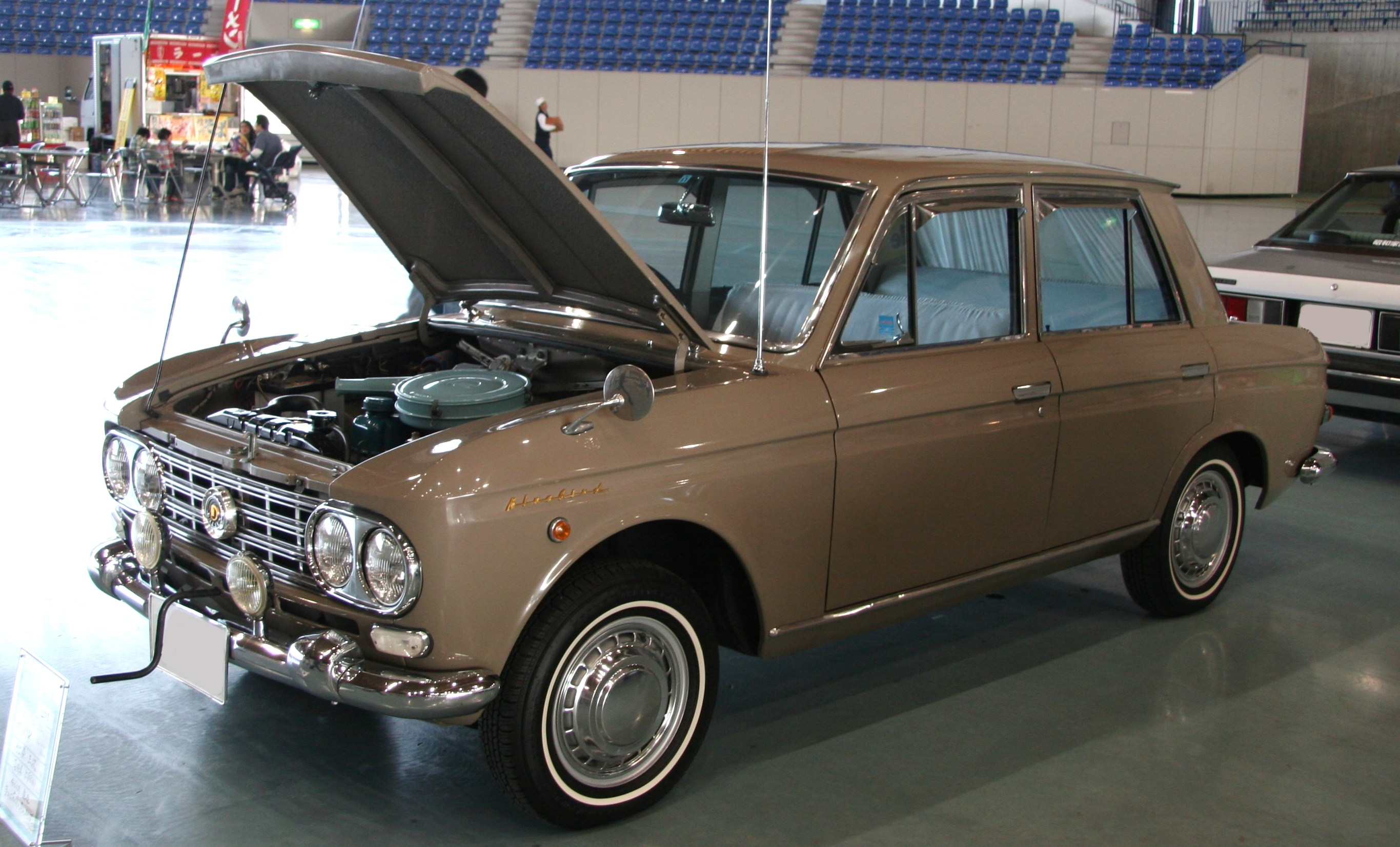
セダン デラックス（前期型）
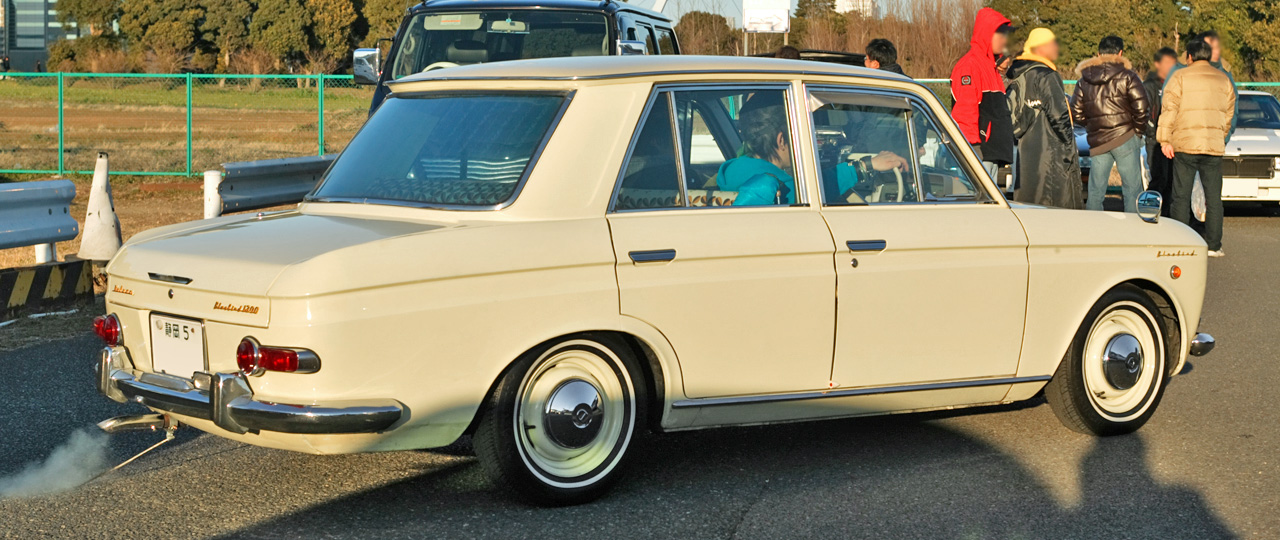
セダン 1300ファンシーデラックス（中期型）
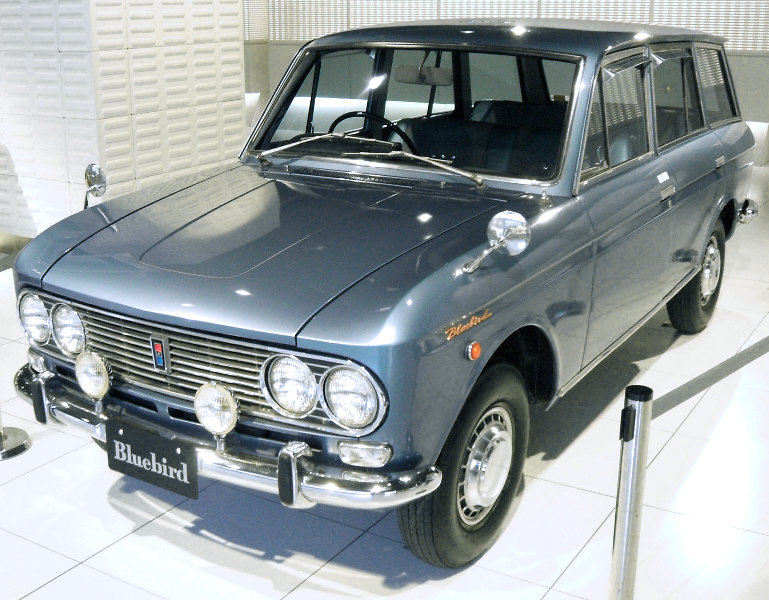
エステートワゴン（後期型）
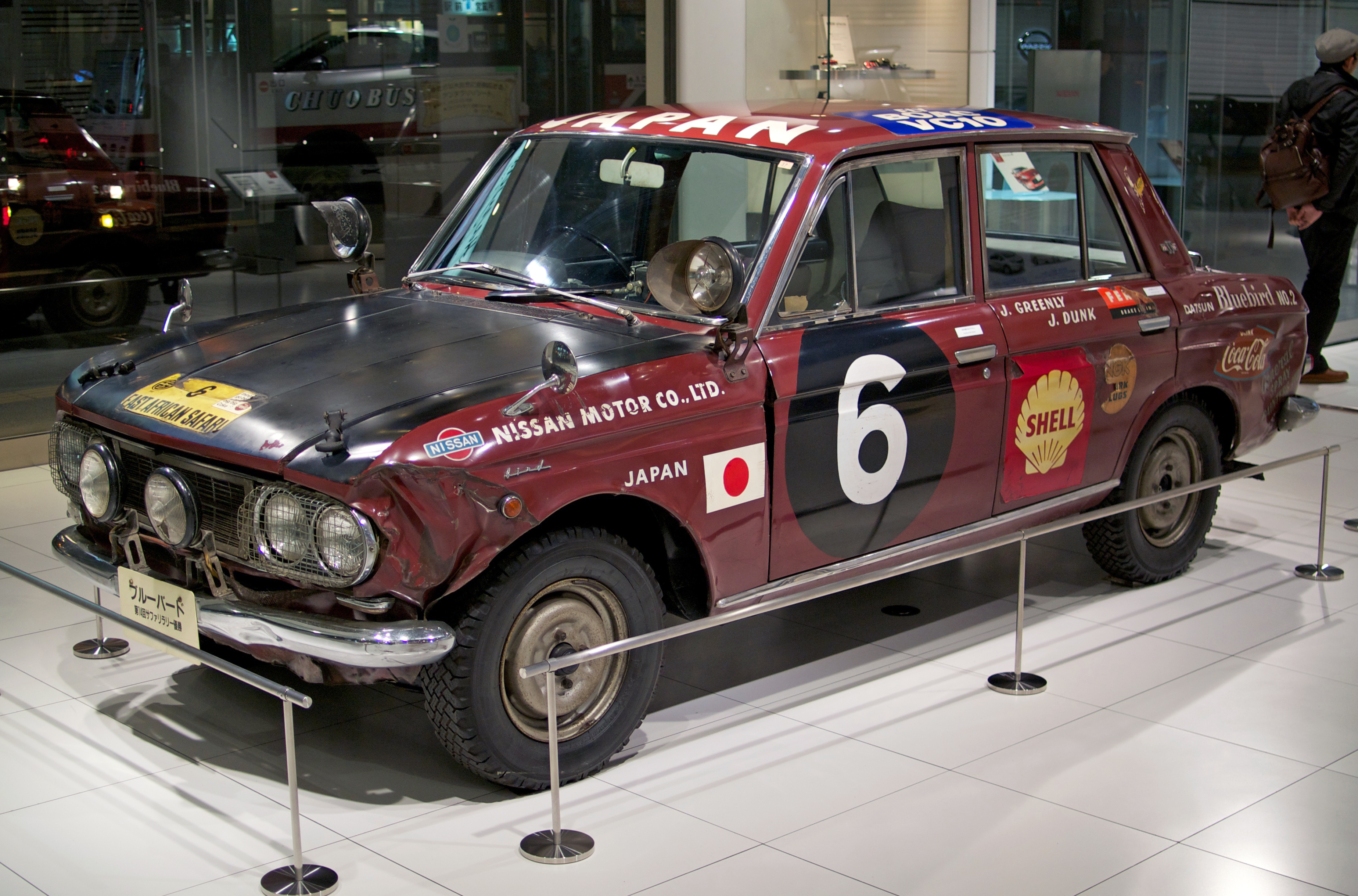
第14回東アフリカサファリラリー優勝車

## 3代目 510型系（1967年 - 1973年）
1966年にダットサンのエントリーモデルとして「サニー」が発売されたことから、ブルーバードは1.3L以上の中級モデルに移行し、ボディも大型化された。当初のボディタイプは2ドア / 4ドアセダン、4ドアワゴン / 4ドアバンの4種類。キャッチコピーは「新しい時代の新しいセダン、NEWブルーバード」（発売初期）、「Dynamic Bluebird（ダイナミック・ブルーバード）」（中期）、「世界の名車・ブルーバード」（後期）。
エクステリアは日産社内デザイナーによるもので、「スーパーソニックライン」と称する、直線的で彫りの深いシャープなデザインとなった。従来装備されていたフロントドアガラスの三角窓は、換気装置の強化により省略された。
メカニズムは一新され、新開発のL型(『絶版日本車カタログ』三推社・講談社、41頁参照)エンジン水冷直列4気筒SOHC(後に6気筒バージョンがスカイラインやフェアレディZに搭載される)を搭載し、量販モデルである1.3LのL13型と、上級モデルとして1.6LのL16型を積んだ「SSS（スーパー・スポーツ・セダン）」のラインアップだった。サスペンションは日産初の四輪独立懸架（フロント：マクファーソン・ストラット、リア：セミトレーリングアーム式サスペンション）を採用。セミトレーリングアームのドライブシャフト伸縮には直前に日産と合併されていたプリンス自動車が「グロリア」後輪のドディオンアクスルに使用していた「ボール・スプライン」の技術を利用している。
日本国内では他社に先駆けた先進的設計と斬新なスタイリングをアピールし、オーソドックスな後輪車軸懸架構造ながらデラックスな装備を売りにするトヨペット・コロナとの「BC戦争」を競り合った。日本国外では、廉価でありながら欧州車並みに高度なスペックを備えた魅力的なセダンとして「プアマンズ・BMW」との評価を獲得し、ラリーフィールドでのタフネスな活躍ぶりとも相まって人気を高め、史上初めて北米市場でヒットした日本車となった。続いて開発された初代フェアレディZと共に、北米輸出市場における日産（ダットサン）の躍進を実現した存在といえる。
このように、多くの新技術を積極的に導入した小型乗用車として、日本国内はもとより米国でも高く評価され、日本車の知名度向上に貢献した点が評価された結果、2023年に日本自動車殿堂による「歴史遺産車」に選定された。
モデルライフの最中、オーストラリアでの生産はシドニーからメルボルン郊外のクレイトンに移転した。
- 1967年8月15日 - 発売[5]。
- 1968年10月 - マイナーチェンジでワイパーの形式をオーバーラップ式からタンデム式に、フロントグリル、リアコンビネーションランプ、SSSの砲弾型フェンダーミラー形状を変更。直列4気筒SOHC L16型（1595cc）搭載モデル「ダイナミックシリーズ」を追加。DXに4速マニュアルフロアシフト車追加。
- 1968年11月 - コロナハードトップに対抗した2ドアクーペを追加。本車種のクーペとしては最初で最後の3連リレー式シーケンシャルウインカー（いわゆる「流れる」テール）が採用される。
- 1969年9月 - 一部改良。北米の安全基準に合わせ、衝撃吸収ダッシュボードを採用、インパネ形状も変更[6]。ラジオアンテナはAピラーへ移動。
- 1970年9月 - 一部改良。フロントグリル、リアコンビネーションランプ[注釈 9]を再度変更[6]。直列4気筒SOHC L18型 (1770cc) を搭載した1800SSS発売。1.3L → 1.4Lへ拡大。4ドアセダンGLを追加。
- 1971年9月 - ブルーバードU（610型系）の発表に伴い車種整理。1800cc車とクーペを廃止、セダン1.4L/1.6Lの廉価グレードがメインとなり、「幸せの1400」のCMキャッチフレーズで610型系と併売。グリル周りは樹脂パーツを多用して610型系と類似したデザインに、テールランプとウインカーが独立したものに変更された。最終期にはスモールランプも独立した。SSSは出力強化（100PS → 105PS）、フェンダーミラーのブラック化、革巻き風ステアリングの採用なども実施[6]。この時期に至っても市場からの人気は高かった。
- 1972年12月 - 生産終了。
- 1973年1月 - バイオレットの登場に伴い販売終了。生産・販売台数は155万2263台[7]。

モータースポーツ
- 1969年 - メキシカン1000マイルラリー（現行のラリー「バハ1000」の前身）でピート・ブロック/ボブ・ライアン組の510が総合4位入賞。ゼッケン89の同車はラリー終盤で右前輪ストラットのショックアブソーバーがボンネット上へ突き抜けるアクシデントがあったが、上位完走してタフネスさを証明した。
- 1970年 - 「第18回東アフリカサファリラリー」にて総合・チーム優勝の2冠達成。
- 石原プロモーションに手より映画『栄光への5000キロ』が制作、公開される。
- なお、この映画の撮影は1969年の17回大会にて行われ、ゼッケン90番のロケ車が実際のラリーに出走、総合5位入賞した。ドライバーは18,19回優勝者のハーマン/シュラー組である.これは、このロケ車の活躍を日産ワークスが評価、起用したといわれている。

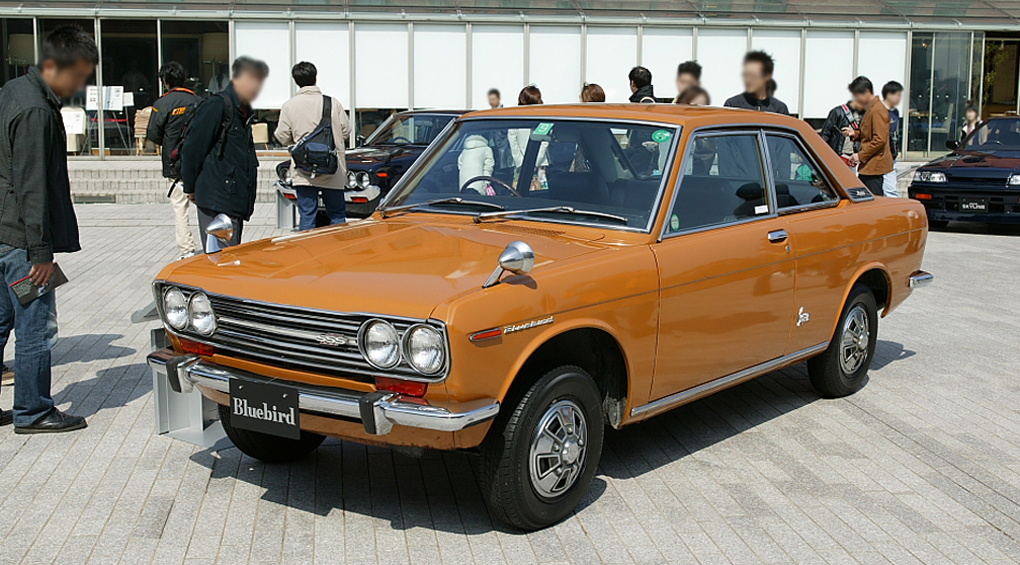
クーペ 1600SSS （KP510型）
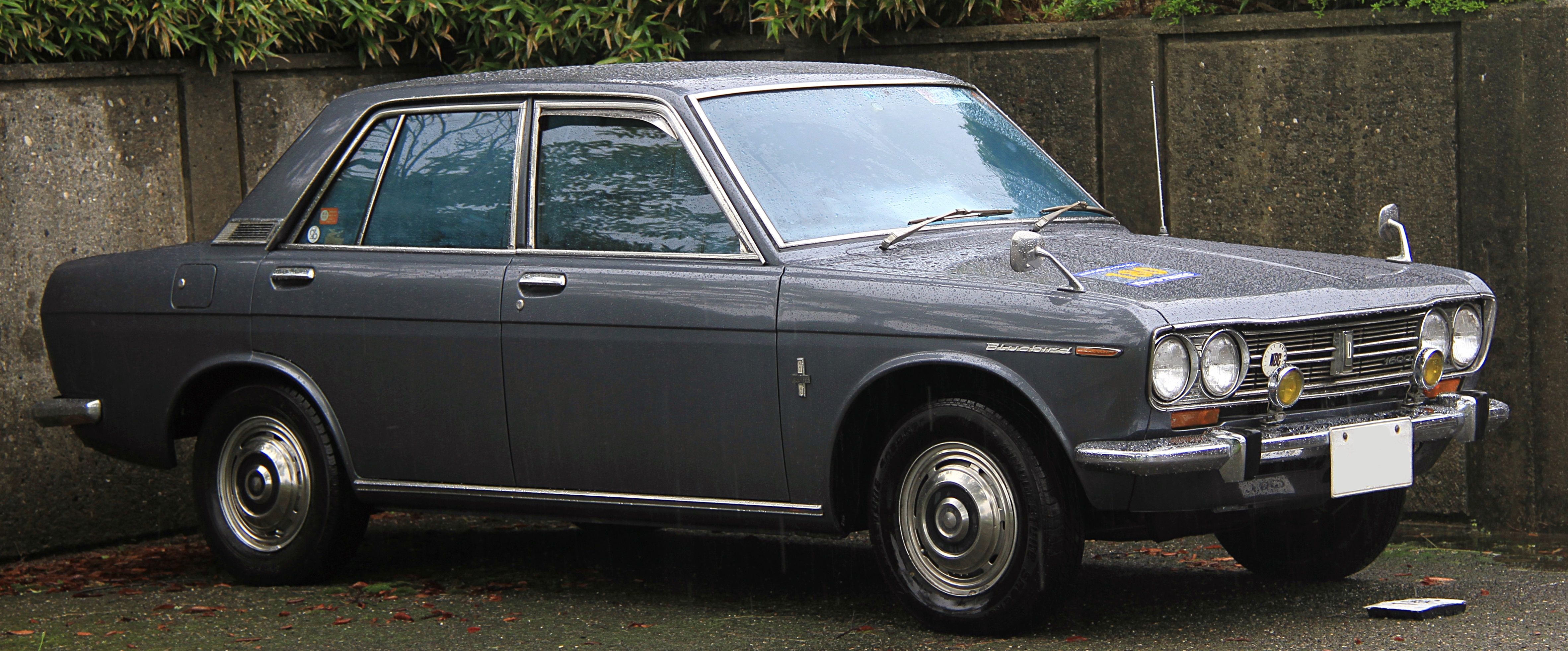
4ドアセダン 1600デラックス
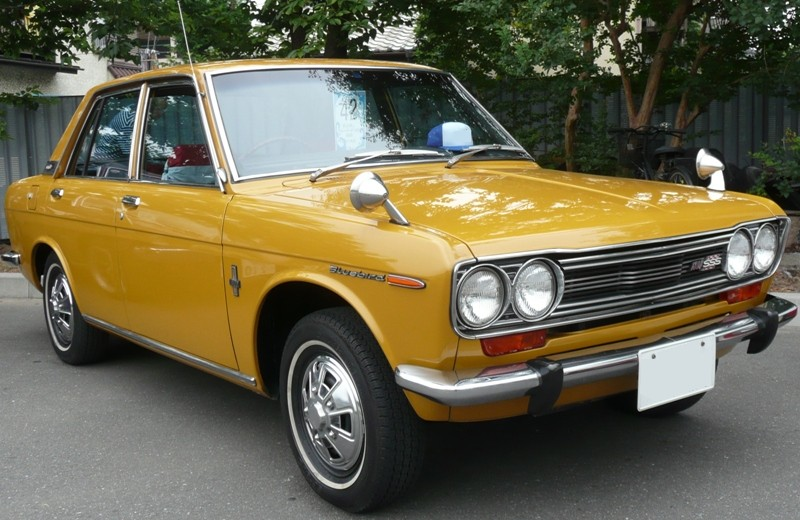
4ドアセダン 1800SSS
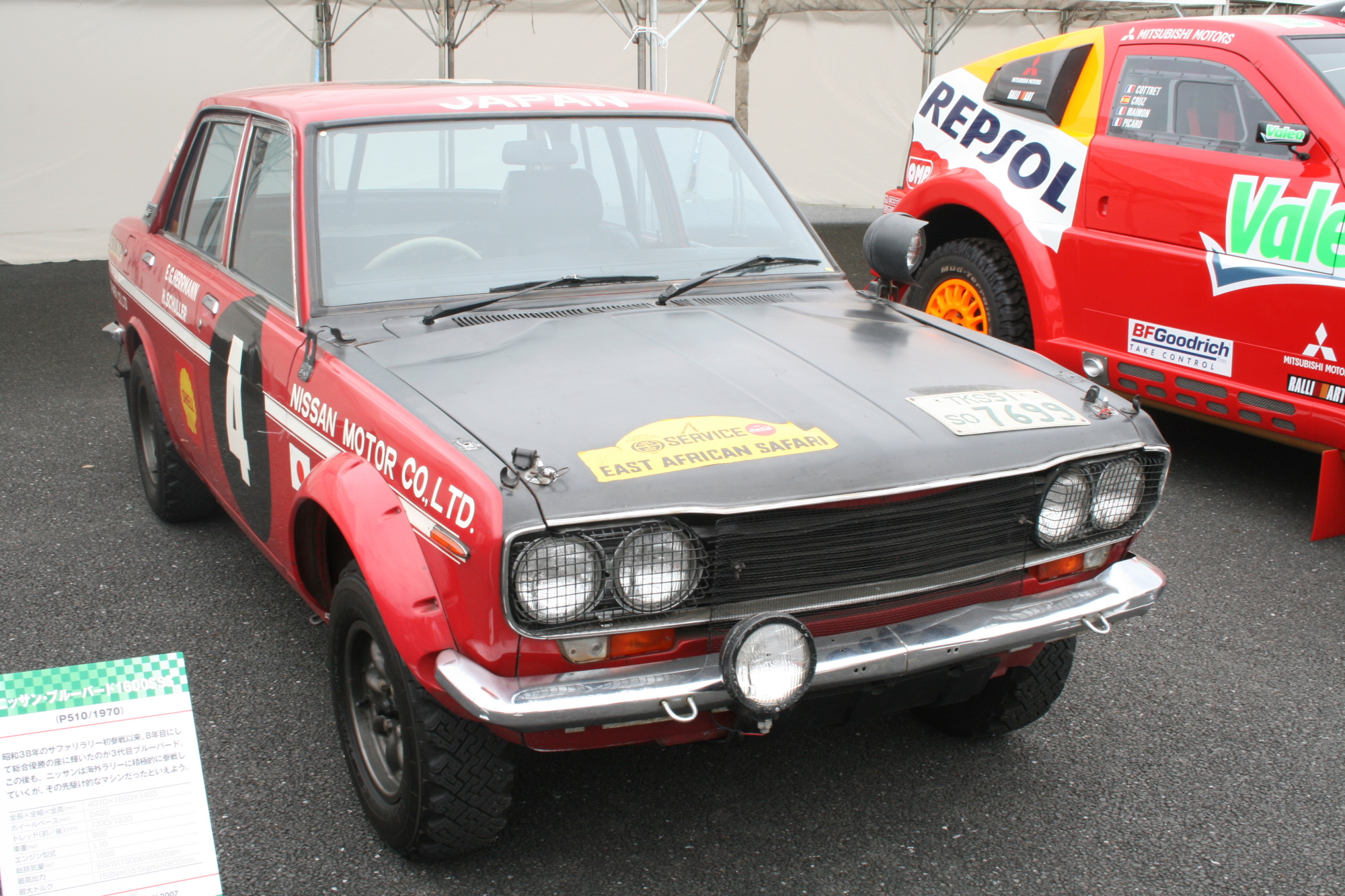
第18回東アフリカサファリラリー総合優勝車（ハーマン/シュラー組）
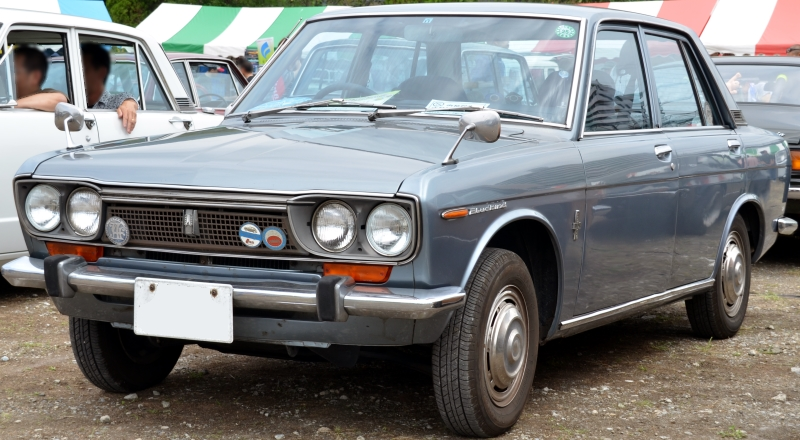
後期型 1400デラックス
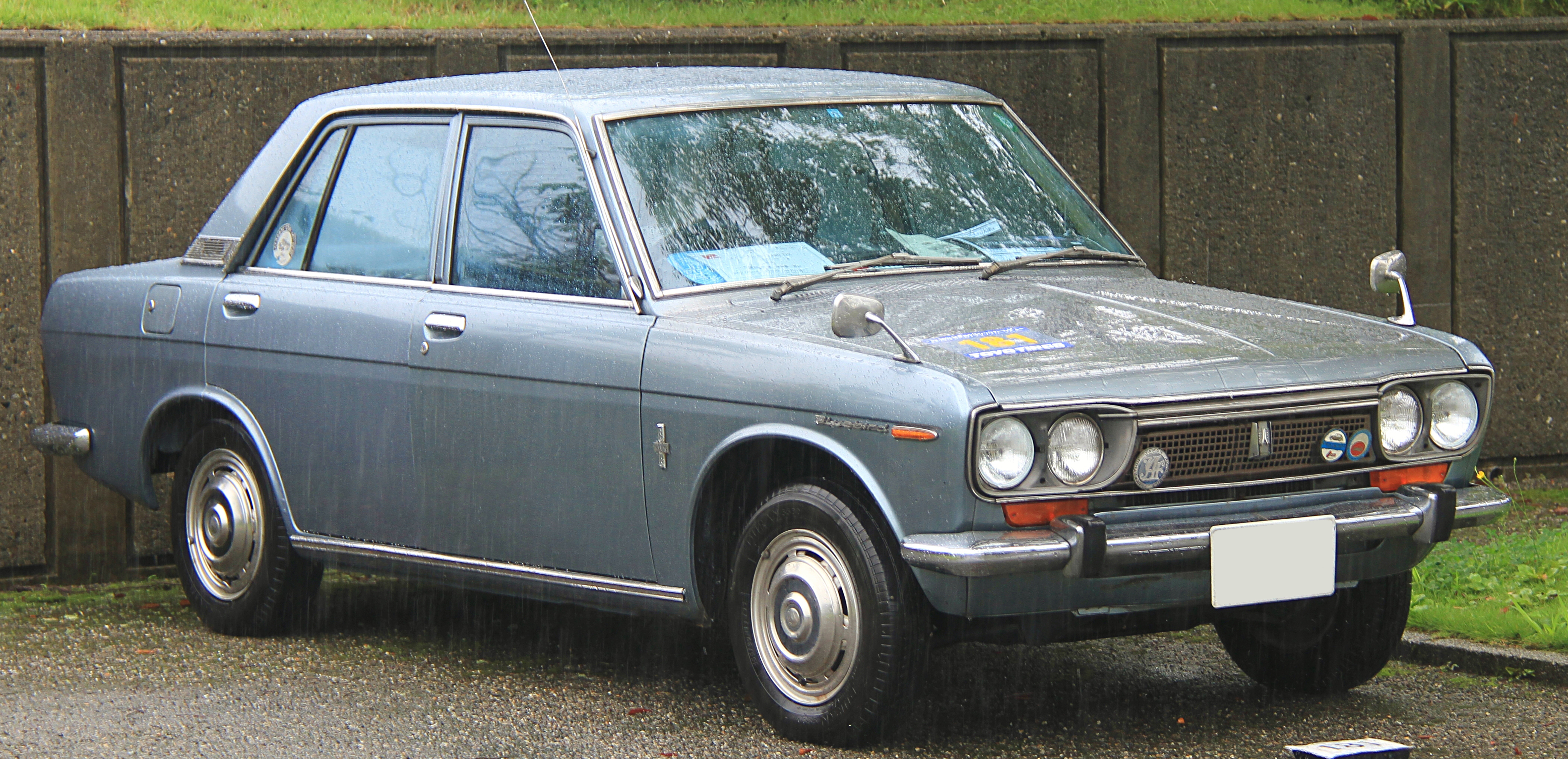
後期型 1400DX
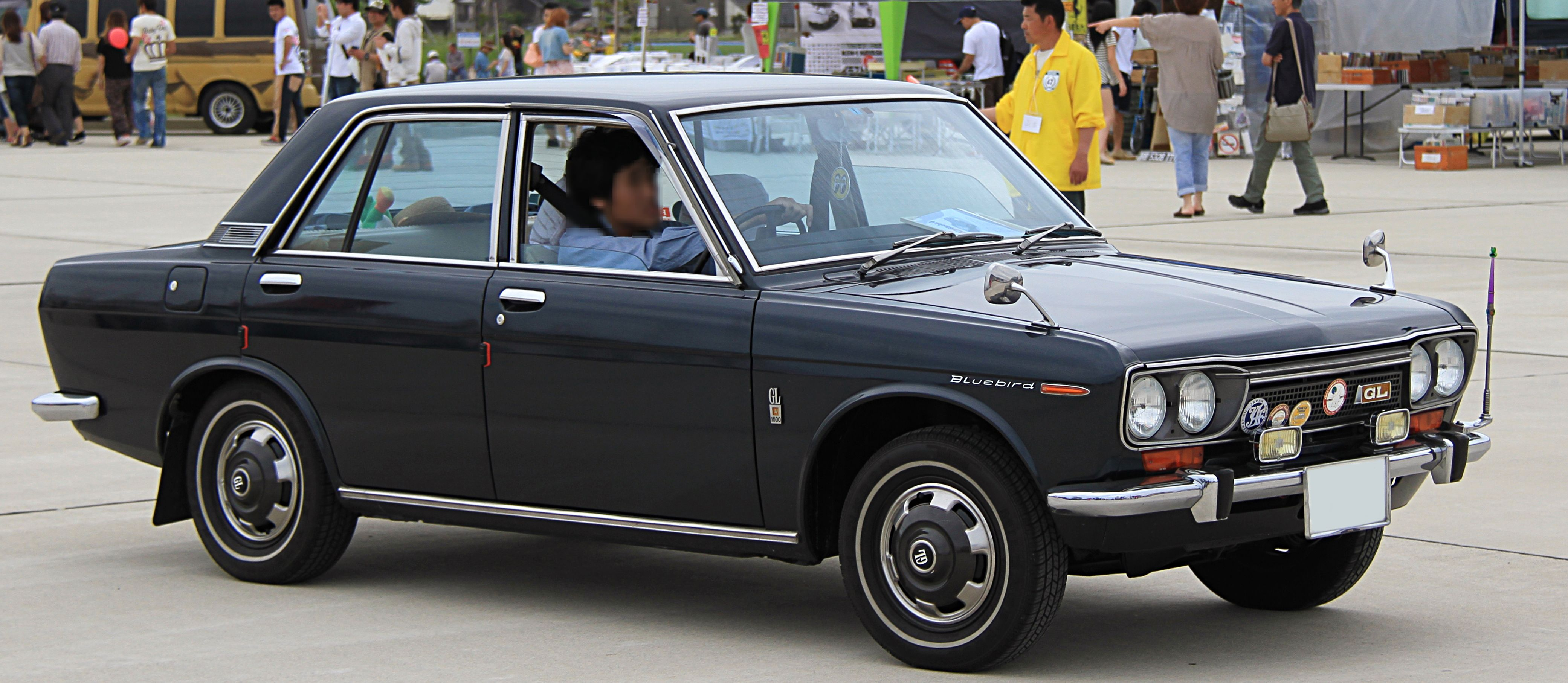
後期型 1600GL
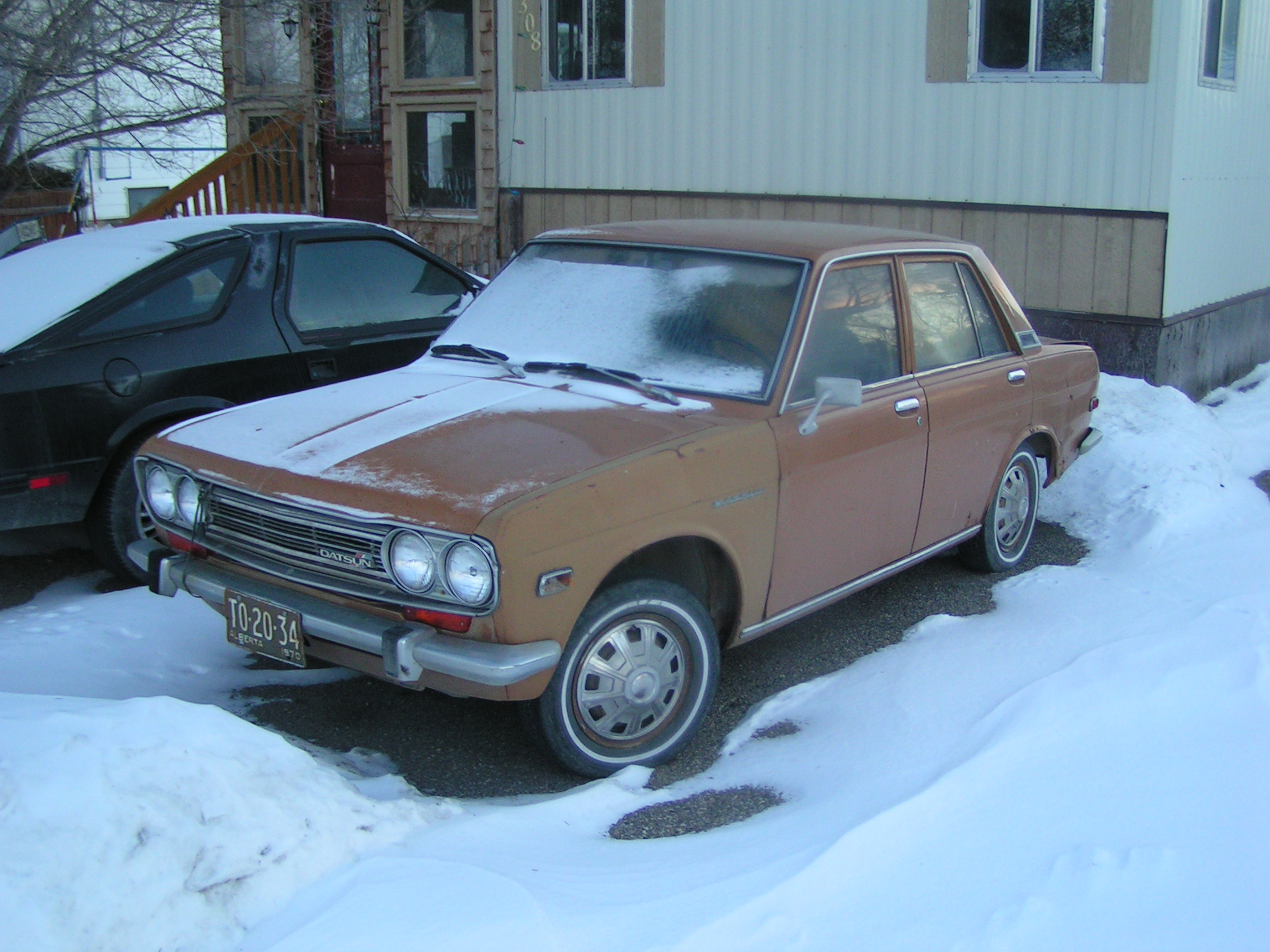
ダットサン510（北米仕様）

## 4代目 610型系 ダットサン・ブルーバードU（1971年 - 1976年）
車格の上級移行により車体はさらに大型化され、車名も「U」のサブネームが付いた「ブルーバードU」となった。サブネームである「U」は、「ユーザー・オリエンテッド」の略であり、2ドアセダン/4ドアセダンの1.4Lと1.6Lの廉価モデルのみを継続販売する510型系と区別するために付けられた。車格アップに伴い、コロナの他にも1968年9月に登場したコロナの上級車種であるトヨペット・コロナマークIIとも競合する事になった。キャッチコピーは「心たかまるブルーバードUシリーズ」（発売当時）、「愛されていますか。奥さん。充実した家族のブルーバードU」（1972年以降）。従来の510型系も1973年1月まで併売され、710型バイオレットに引き継がれた。なお、この610型系ではタクシー仕様（営業車）は設定されなかった。
ボディタイプは4ドアセダン、2ドアハードトップ、ワゴン、バンの4種類。当時の流行に沿った曲面基調でアクの強いデザインを持ち、セダン、ハードトップはサイドウインドウ下の「Jライン」と称するガーニッシュが特徴であり、その色は標準のダークグレーのほか、外板色が白の場合Jラインは黒となり、紺メタリックではオレンジ色も選べた。
エンジンは直列4気筒1.6L（L16）と1.8L（L18）を搭載。グレードは、STD、DX、GL、SSS、SSS-L、SSS-Eが設定された。
高級路線が裏目に出る結果となり、510型系より人気が低下したと同時に、クラス別における販売台数首位の座ももコロナに奪われた。この傾向は5代目（810型系）まで続くことになる。販売終了前月までの国内新車登録台数の累計は52万6491台。
2000GTシリーズ
1973年8月のマイナーチェンジで追加された「2000GTシリーズ」（GT、GT-E、GT-X、GT-XE）は、直列6気筒2.0LのL20型エンジンを搭載するため、ホイールベースを150mm延長し、フロントオーバーハングを55mm延長したロングノーズ仕様となっている。フロント周りはポンティアックを思わせる処理がなされ、スカットル部のエアアウトレット風の処理がサメのエラを連想させるデザインであることから「サメブル」と呼称された。またグレード名称や、フロントノーズを延長した処理がスカイライン（スカG）に似ていることから「ブルG」とも呼ばれる。マイナーチェンジ車は、オイルショック・排出ガス規制で売れ行きが伸びなかった。
- 1971年8月10日 - 発売。
- 1972年8月 - 一部改良で1.8LセダンにSSS-Lを、1.6LにEGIとSSS系に5速M/T車を追加設定。またバンを除くDX・STDグレードのフロントブレーキにディスクを採用。乗用車系のロードホイールを14インチに、SSS車のフェンダーミラーを角形に変更。
- 1973年8月 - マイナーチェンジでフロントグリル周辺、リアコンビランプの意匠を変更。2000GTシリーズを追加。
- 1975年9月 - 2.0L EGI車が、10月に1.6L、1.8L、2.0Lのキャブレター仕様車が50年排出ガス規制に適合。
- 1976年2月 - 2.0L EGI車が、3月に1.6L、1.8L EGI車が51年排出ガス規制に適合。

モータースポーツ
サファリラリー
- 1972年 - 1台が参戦し、総合12位。
- 1973年 - 2台が参戦し、総合2位・4位、チーム優勝。

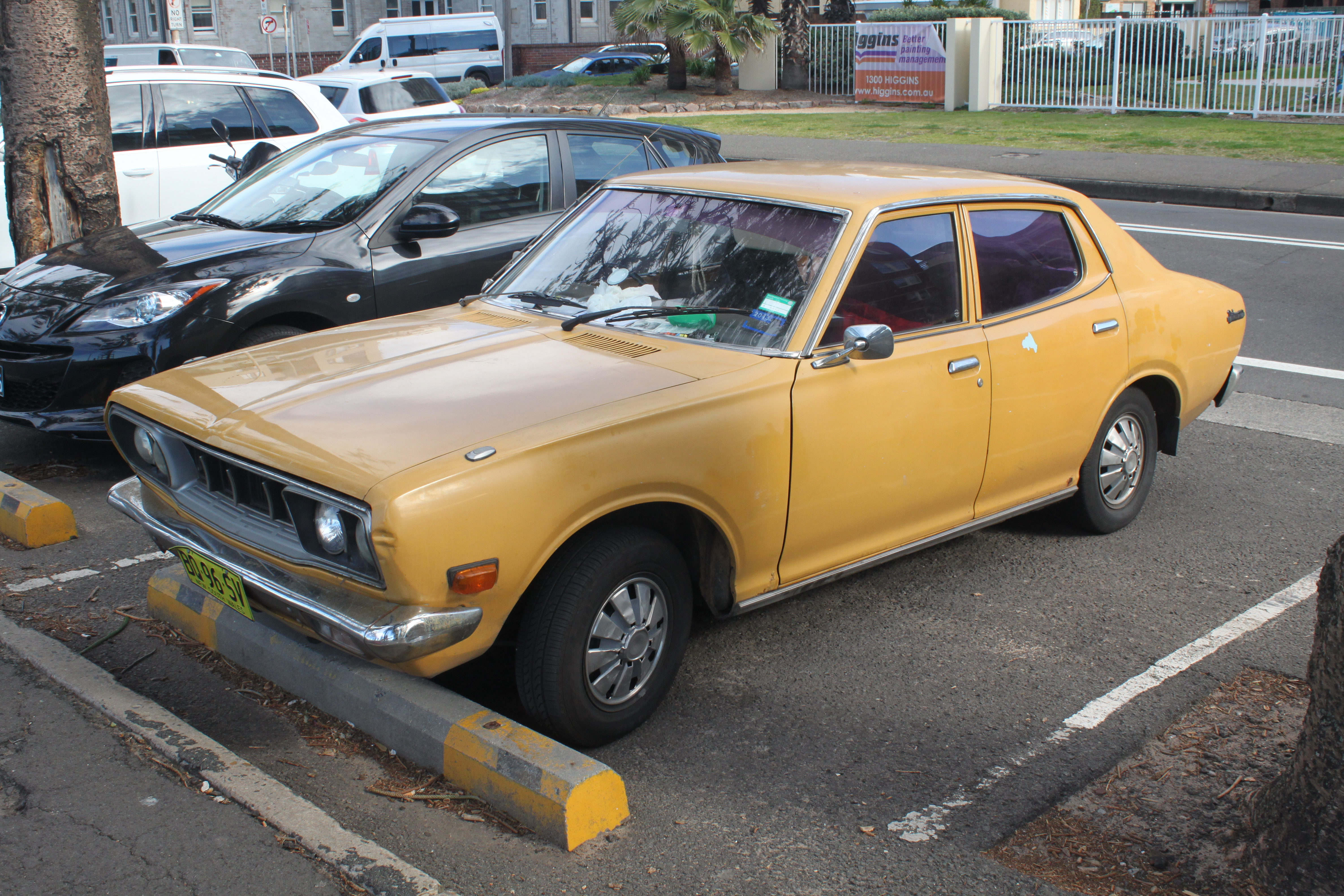
4ドアセダン（前期型） 1971年8月 - 1973年8月
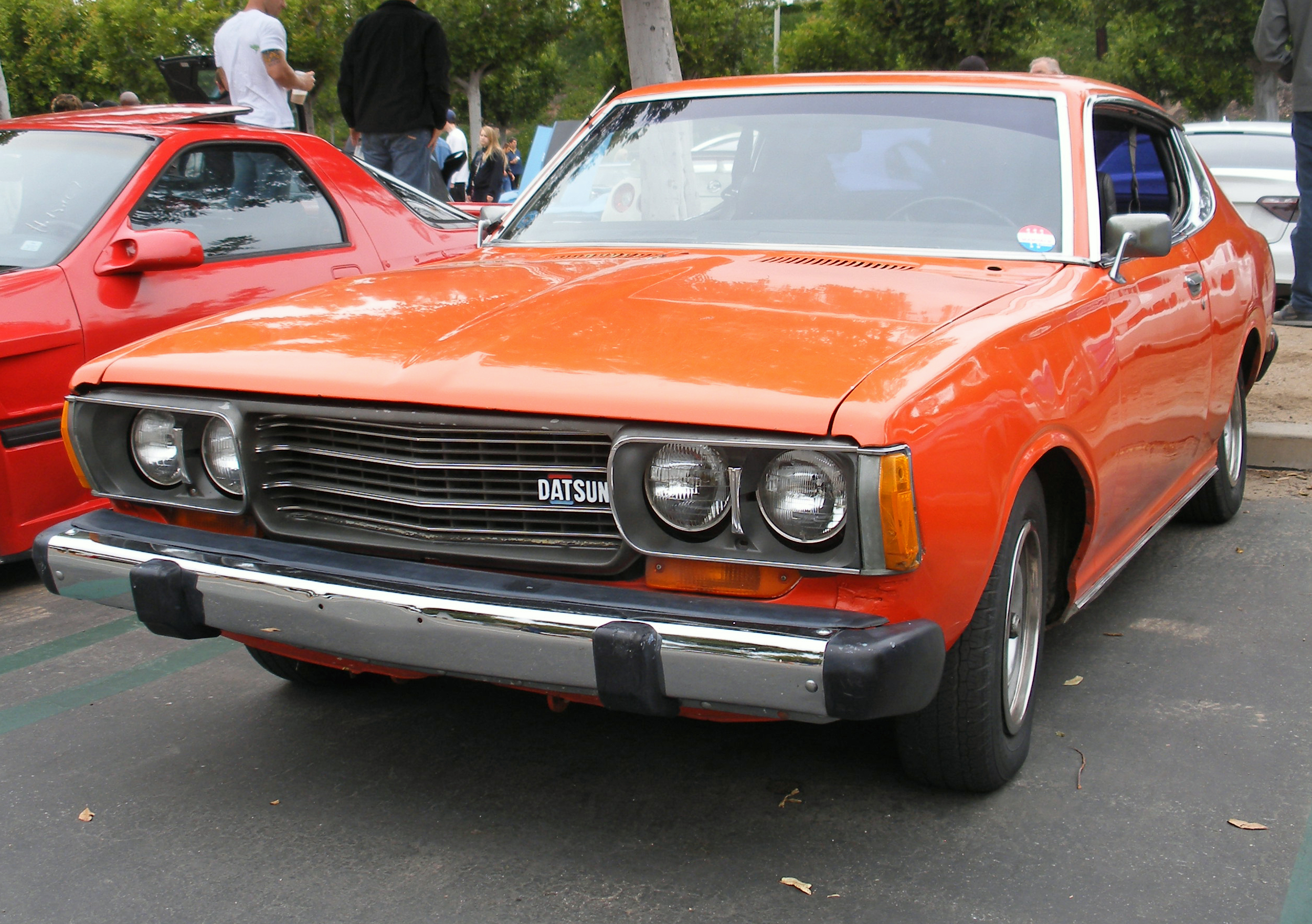
ダットサン610 2ドアハードトップ（北米仕様）

## 5代目 810型系（1976年 - 1979年）
引き続きのボディサイズ肥大化の一方で、排気ガス対策とこれに伴う性能低下対処が最優先されたモデルであった。CMや広告出演は加山雄三で、キャッチフレーズは「ヘビーデューティ」。型式は「710」が初代バイオレットで使われていたため、「610」から飛んで「810」が割り当てられた。
ボディタイプはセダン、2ドアハードトップ、バンで、輸出用にワゴンが存在。ロングノーズの6気筒2.0LモデルはG6シリーズとして続投。また、610型系では設定されなかったタクシー仕様車（L18P型搭載）が復活し、これには沖縄向け左ハンドル仕様がごく少数生産された。エンジンは昭和51年排出ガス規制に適合した直列4気筒のL16 / L18型、直列6気筒のL20型をラインナップ。足回りは前輪がマクファーソンストラットとコイルスプリングであったが、後輪はSSS系とG6シリーズはセミトレーリングアーム式とコイルスプリングを踏襲したものの、GL / DX系は低コストのリーフリジッドサスペンションとなった。
オイルショックや排出ガス規制対応のため登場が遅くなり、販売不振のため次期モデルである910型系の登場が早まるなど、わずか3年4か月の生産に留まった。販売終了前月までの国内新車登録台数の累計は55万4168台
- 1976年7月9日 - 発売。
- 1977年10月 - マイナーチェンジ。1800 SSSの5速M/T車が、新開発のZ18S型エンジン（NAPS-Z）を採用し、昭和53年排出ガス規制適合（E-P811型）。セダン / ハードトップのGL / DX系のリアサスペンションを4リンク式に変更。セダン・ハードトップのバンパーをオーバーライダー付きの大型バンパーに変更。トランクリッドのエンブレムをNISSAN BLUEBIRDからNISSAN NAPSに変更。バンにAT車を追加し、併せてブルーバード国内登録200万台記念特別仕様車(セダン1800SSS-E、5速MT車ベース)を650台限定で発売。
- 1978年1月 - 1800DX・1800GL（キャブレター仕様）・1800SSS（4速MT・AT車）が昭和53年排出ガス規制適合。
- 1978年8月 - マイナーチェンジで811型となり、営業車を除く全車昭和53年排出ガス規制適合となる。角型4灯ヘッドランプを採用（タクシー仕様のSTD / DXを除く）。前期型でセダンとハードトップが別デザインだった4気筒のフロントグリルがスポーティー系とエレガント系に一新されて、スポーティーマスクと称される十文字グリルがSSSシリーズに採用された。一方、エレガントマスクと称される横スリット状デザインのグリルが旧GL/DX系に採用されて、それに伴い、旧GL/DX系がエレガントシリーズにリニューアルされた。一方Gシリーズのフロントグリルはバーティカルデザインから格子状デザインに変更された。また、ロングノーズで4気筒エンジン搭載のG4シリーズ（リアサスペンションはGL系と同じ4リンク式）と最上級車として『Fシリーズ』がそれぞれ、Gシリーズに2000G6-E・F / G6-F 、エレガントシリーズ（旧GL/DX系）に1800GF/GF-Eを新設。このマイナーチェンジを機にダットサン・ブルーバードからニッサン・ブルーバードへの名称変更が行われた。（日産の公式発表より。但し、正式名称はダットサン・ブルーバードのままであった）。
- 1979年3月 - ブルーバード20周年記念車の「スピリット20」を発売。1800SSS-Eの5速MT車ベースで、セダンとハードトップ各650台限定で発売。ブルーバード史上初のサンルーフ設定車となる。また、タクシーには日本国内初3速フロアオートマチック車が設定され、角型4灯ヘッドランプのGLを追加。同時にエンジンも昭和53年排出ガス規制適合のZ18P型となる。なお、限定車「スピリット20」シリーズの発売を機に乗用モデルはトランクリッドのNAPS-Z及びNAPSエンブレムは廃止された（但し、タクシー車両はトランクリッドのエンブレムをNISSAN NAPSからNISSAN NAPS-Zに変更）。

## 6代目 910型系（1979年 - 1983年）
営業車以外:1979年 - 1983年、営業車モデル:1979年 - 1993年
ブルーバード史上、最後のFR車となる。1970年代、開発・販売面での迷走を続けたブルーバードであったが、この910型の日本向け仕様は、上位グレードのロングホイールベースボディや直列6気筒搭載モデルを投入しないという思い切った見直しが図られ、バランスの取れた4気筒中型セダンとして設計された。発表は当時の新車としては異例となる東京モーターショーの会場で行われた。
510型を彷彿させる直線基調の機能的かつ、クリーンでボクシーなスタイルなども相まって、小型車（1.6L - 2.0Lクラス）で27か月連続新車登録台数第1位を記録するなど、910型は510型以来の大ヒットとなった。発売の4か月後にはターボエンジン搭載モデルを追加。最高出力135ps/6000rpm、最大トルク20.0kgm/3600rpmを発揮し、テストコースで0→400mが16秒台、0→100km/hが10秒台を記録している。SSS系に採用されたセミトレーリングアームコイルリアサスペンションやZ18ET型ターボエンジンの採用により、リアサスペンションに4リンクリジッドコイルを採用し、18R-GEUDOHC自然吸気エンジンを採用していた6代目コロナ（T130型）を動力面でも圧倒した。
広告のイメージキャラクターには沢田研二を起用し、「ザ・スーパースター」「ブルーバード、お前の時代だ」のキャッチコピーが使われた。このCMで910型大ヒットの立役者となった沢田は引き続き次作U11前期型（ブルーバード・マキシマも含む）生産終了までイメージキャラクターを務める事となり（後述）、本人が歌うCMソングやナレーションも話題となった。
輸出仕様も国内仕様に準じた形で4気筒エンジンが用意されたものの、6気筒エンジンが必須の北米向けのみは、ホイールベースを100mm延長し、L24E型2.4L直列6気筒エンジンを搭載したセダンとワゴン（GL910 / WGL910型系）がラインナップされ、「ダットサン・810マキシマ」の愛称で発売された。北米以外の輸出仕様はL16S、L18S、L18T(ターボではなくツインキャブ仕様)、L20B(4気筒)が搭載され、セダン、2ドアハードトップ、ワゴンがラインナップされ、リアサスペンションは2ドアハードトップと欧州向けセダンはセミトレーリングアームの独立サスペンション、欧州以外向けセダンは4リンク、ワゴンは半楕円リーフのリジットアクスルであった。台湾の裕隆では吉利1800(裕隆911/912)として裕隆ブランドで生産・販売された。オーストラリア現地生産工場では1986年まで生産が継続された(次代U11型は導入されず)。
国内向けガソリンエンジンはバンを除いて全車直列4気筒のZ型に統一され、また、この910型からディーゼルエンジン（LD20型）が登場し、後にディーゼルターボ（LD20T型）エンジンも追加される。営業車には、LPGエンジンのZ18P型が搭載された。SSSシリーズには開発当初、スカイラインRS用の4バルブDOHCのFJ20Eエンジンの搭載も企画されたが、当時日産はターボブーム真っ只中ということもあり、販売サイドの意向で見送られたという逸話もある。
足回りは、フロントサスペンションが日本製FR車初のゼロスクラブと、ハイキャスターにセッティングされた、マクファーソンストラットコイル、リアは、SSS系にはセミトレーリングアームコイル、エレガント系、タクシー、後期型ワゴンは4リンクコイル、バン、前期型ワゴン、1987年10月以降のLPGエンジンのタクシーは半楕円リーフリジッド（ディーゼルエンジンのタクシーは1987年10月以降も4リンク式）となった。バンの最廉価グレード、および営業車を除く全車にフロントベンチレーテッドディスクブレーキを標準装備。キャブレター仕様を除くSSS系、後期型 2.0L のエレガント系にはウレタン製衝撃吸収大型バンパーが装備された。
当モデルの2ドアハードトップをオープンカーに改造したものが、発売当時開場したばかりの横浜スタジアムでリリーフカーとして使用されていた。
販売終了前月までの新車登録台数の累計は68万3885台
- 1979年
  - 11月2日 - 発売。
  - 12月 - バンとワゴン（名称はADワゴン[注釈 18] 1800GS / GL）を追加発売。
- 1980年
  - 3月 - 1800EGIターボ（Z18ET型 135PS）のターボSSS / ターボSSS-S / ターボSSS-X / ターボSSS-XG追加。
  - 4月- セダン2000ディーゼル（LD20型 65PS）GL / GFを追加。サンルーフ、オートエアコン装着車を設定。
  - 10月 - 1800 SSSターボとセダン1600GL / GFにAT車追加。これを機に2000SSS-ESは廃止。
- 1981年
  - 1月 - 2000キャブレター仕様（Z20S型・110PS）の2000 GL / GF / SSS-Lを追加。
  - 2月 - 特別仕様車セダン1600スポーティーGL発売。
  - 5月 - セダンターボSSSベースの特別仕様車『スーパー1』発売。
  - 8月 - 特別仕様車1600スポーティーGL-II・V20ターボスペシャル発売。
  - 9月 - 特別仕様車スポーツスター1600スペシャル発売。
  - 10月 - 特別仕様車1600スポーティーGL発売。
- 1982年
  - 1月 - マイナーチェンジ。内外装変更。同クラス初のピラーレスの4ドアハードトップモデルを追加。2ドアハードトップは1800ターボSSS / ターボSSS-Sの2グレードに整理。
  - 5月 - 特別仕様車1600スポーティーGL発売。
  - 6月 - 4ドアハードトップ1800ターボSSS/1800SSS-Ｅベースの特別仕様車『リミテッド4』発売。
  - 10月 - 一部改良。自然吸気の1.6L / 1.8LガソリンエンジンをCA16、CA18 / CA18E型に変更。ターボ車は4速AT化。
- 1983年
  - 2月 - 特別仕様車50シリーズ発売。
  - 3月 - スーパーエクストラシリーズ発売。
  - 5月 - 特別仕様車50スペシャルII発売。
  - 7月 - ドアミラー採用。
  - 10月 - 営業車モデル（タクシー、教習車）を除き販売終了。

モータースポーツ
- 1981年10月 - オーストラリアで開催された耐久レース「バサースト1000」に参戦。結果はオーバーヒートによりリタイア。
- 1982年5月 - 当時のグループ5規定に合わせたレーシングカー「ブルーバード・ターボ」が登場。2ドアハードトップ（KY910型）をベースに車体の一部をパイプフレームとするノバ・エンジニアリング製のシャシに、大型のフロントスポイラー、およびリアウイングを備えるムーンクラフト製のカウルを装着。ドライバーは、柳田春人。
エンジンは直列4気筒DOHCのLZ20B型にエアリサーチ製T05Bターボチャージャー、およびルーカス製メカニカルインジェクションシステムを組合わせたLZ20B/T型（2082cc 570ps/7,600rpm、55kgm/6,400rpm）を搭載するこの個体は近年レストアを受け、現在は座間事業所内にある日産座間記念車庫に保管されている。
- モンスター田嶋が全日本ダートトライアルにFJ20Eを搭載した車両で参戦していた。

主な戦歴
- 1982年5月 - 「富士GCシリーズ第2戦 富士グラン250キロレース」3位入賞
- 1982年5月 - 「RRC筑波チャンピオンレース」SSクラス 2位入賞
- 1982年10月 - 「バサースト1000」クラス優勝（総合8位）ドライバーは長谷見昌弘/星野一義。
- 1982年12月 - 「RRC筑波チャンピオンレース最終戦」SSクラス 2位入賞
- 1983年12月 - 「RRC筑波チャンピオンレース最終戦」SSクラス 優勝
- 1983年 - 「富士スーパーシルエットチャンピオンシリーズ」 チャンピオン獲得

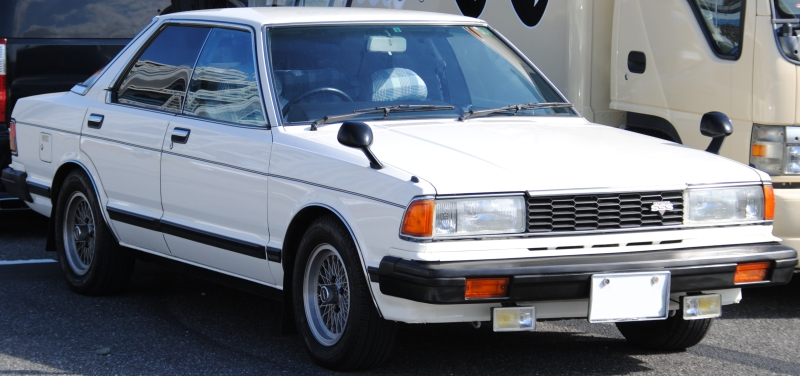
4ドアハードトップ
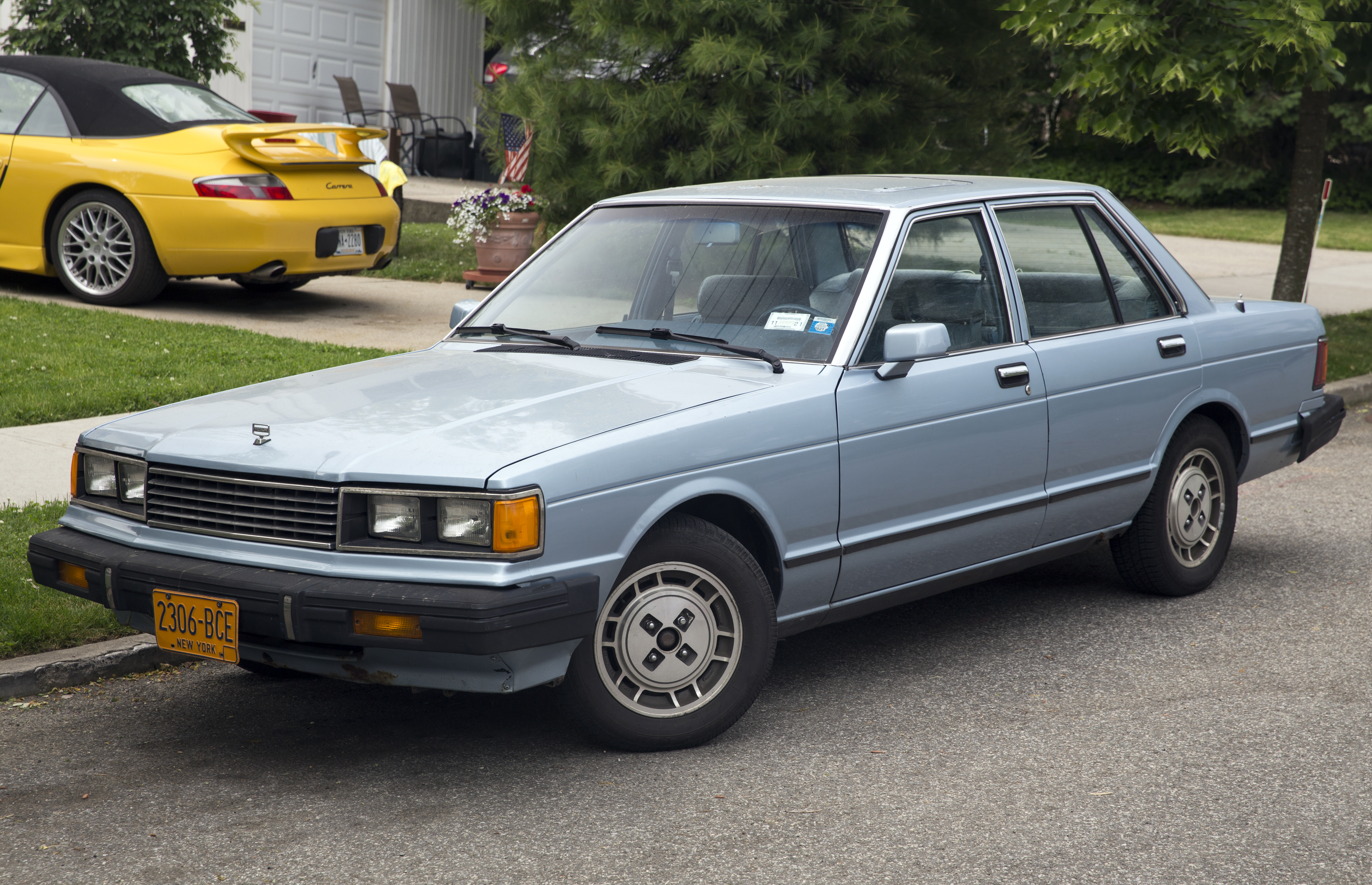
ダットサン・810マキシマ（北米仕様）

営業車モデル

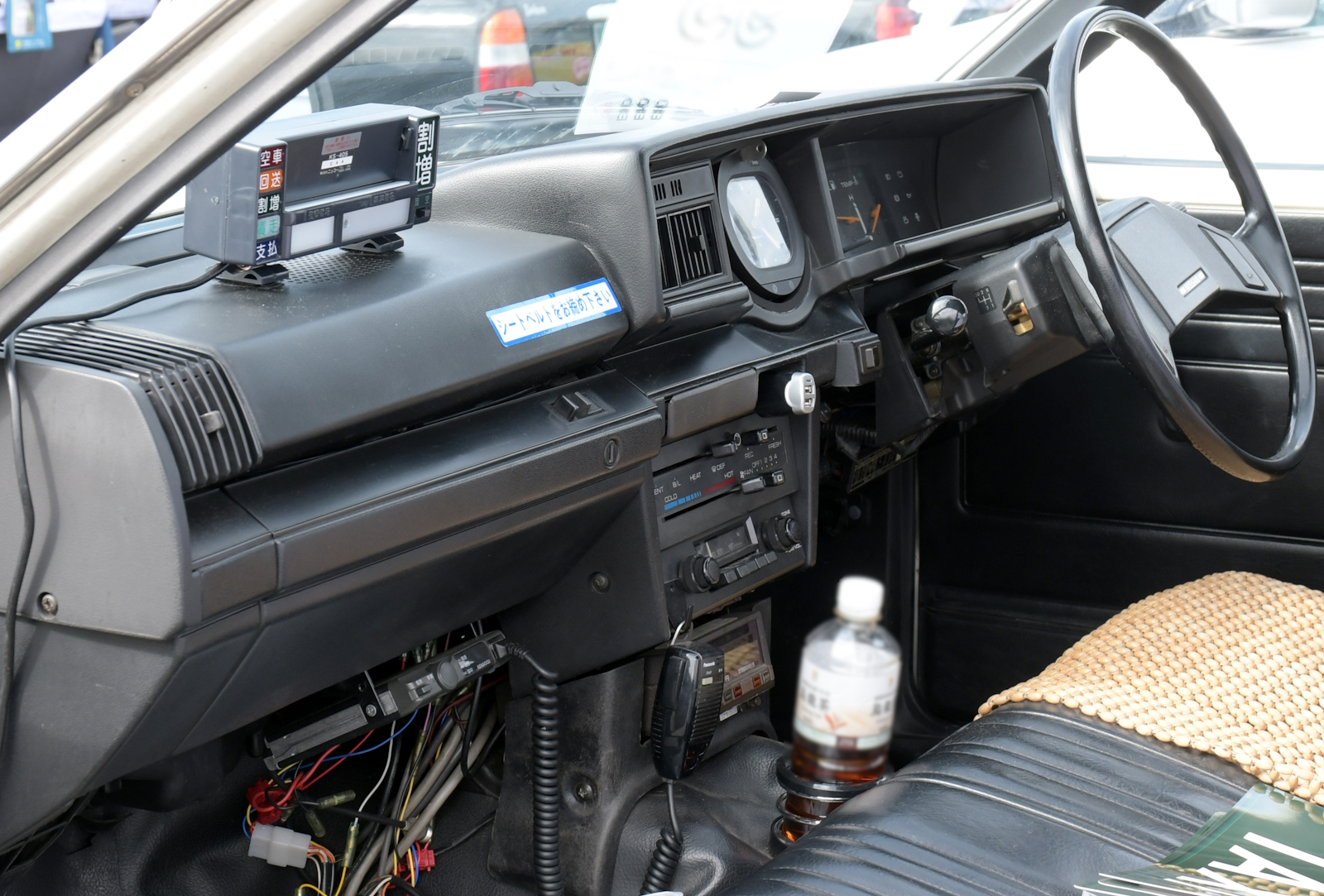
STD（1987年型車内）

営業車モデル（タクシー用）は、FF（前輪駆動）のU11型にフルモデルチェンジされた後も、FR（後輪駆動）の910型が継続生産されていた。その理由に、
1. FFでは、FRより最小回転半径が大きく、（タクシー業界で重視される）小回り性能で不利である。
2. 技術的にはFFで問題なかったが、マニュアルトランスミッション車のクラッチ板交換の際に「エンジンを下ろさなければ整備できないなど整備性の悪さ」がハイヤー・タクシー業界で難色を示された[注釈 19]。
3. 熟成されつくしたFRは、車両や部品の耐久性の面で当時は発展途上にあったFFよりも信頼性が高かった。
4. FFはFRに比べステアリングホイールへの反力や操舵力自体がやや大きいこと、登り勾配やフル積載では発進時のクラッチ操作がシビアとなることなどから、乗務員の負担が若干大きい。

以上の理由で、FF（前輪駆動）のU11型の営業車モデル（タクシー用）の設定を断念せざるを得なかった事情があった。
- 1984年1月 - 一部改良。デラックス仕様を廃止、LPG車に5速フロアMT追加。1983年の日産創立50周年を機に一新された「NISSAN」ロゴと、U11型系と同じ「BLUEBIRD」ロゴに変更、エンブレムの位置も左側から右側に移動されている。
- 1985年3月 - 一部改良。LPGエンジン車はリアサスペンションの耐久性向上とLPGボンベ容量が71Lから99Lに増大のためにリーフリジッド（E-PC910型）へ変更[注釈 20]
- 1986年
  - 1月 - 一部改良。3速コラムMTを廃止し、4速コラムMT新設。
  - 8月 - 一部改良。駐車灯廃止およびリヤ中央席にシートベルト追加。
  - 12月 - 一部改良。左右非対称のアンシンメトリーミラーと積雪地対策のショートエプロンをオプション設定。
- 1987年10月 - マイナーチェンジ。生産工場が追浜工場から日産車体平塚工場へ移管され、ステアリングホイールの形状変更[注釈 21]、メーターパネルをタコグラフ取り付け対応に、SSS系と同一デザインのフロントグリル（通称・ハニカムグリル）と後期型SSS系と同一のリアコンビネーションランプに変更。ディーゼルエンジンはLD20・II型に換装。
- 1989年
  - 3月 - 一部改良。AT車にシフトロック追加。
  - 7月 - 一部改良。LPG車にLPガス緊急遮断装置採用。
- 1990年4月 - 一部改良。コラムMT車にパワーステアリング及び全車にサンクスパワーウィンドウ（運転席及びリヤ左側がパワーウィンドウ）をそれぞれオプション設定。
- 1991年10月 - ディーゼル車生産終了。
- 1993年7月 - クルーの販売開始に伴い、営業車モデル（タクシー用）の販売を終了。

## 7代目 U11型系（1983年 - 1990年）
セダン／ハードトップ:1983年 - 1987年、マキシマ:1984年 - 1988年、バン／ワゴン:1983年 - 1990年
ブルーバード初のエンジン横置きFF（前輪駆動）車。先代の910型の流れを汲んだデザインで、ボディタイプは、910型に設定されていた2ドアハードトップは廃止され、4ドアセダン、4ドアハードトップ、ステーションワゴン、バンの4種類が設定され、前モデルの910型系と比較してトレッド幅を拡大し、コーナリングにおけるトルクステアなどのFFの弱点を消すことに重点がおかれる。ガソリンエンジンは、すべてCA型に統一され、ディーゼルエンジンは、ノンターボのLD20型 65PSの1種類のみの設定。広告には、沢田研二が先代の910型に引続き起用されCMソングとナレーションも担当した。キャッチコピーは前期型は「ブルーバード、お前はスーパージェネレーション」「走りが、だん然、素晴らしい」「ブルーバードにならないか」、後期型は「人の中へ。」であった。1983年の日産創立50周年を機に一新された米国のペンタグラム社が製作したロゴフォントを採用。先代の910型系までの正式車名であった「ダットサン・ブルーバード」から、U11型へのモデルチェンジを機に、正式車名が「日産・ブルーバード」へと改められ、車検証の車名欄も、先代の910型までの「ダットサン」からU11型から「ニッサン」へと改められている。多くの海外市場においても、この世代からこれまでのダットサン (DATSUN) ○○○という車名から「日産・ブルーバード」(NISSAN-BLUEBIRD 中文:日産藍鳥または青鳥)に変更された。ADワゴン（ステーションワゴン）はターボSSSとLXの2グレードがあり、ターボSSSは当時珍しいガソリンターボのワゴン車であった。バンは専用の丸型4灯式ヘッドランプが与えられた。
2代目から現地生産が行われているオーストラリアではこの世代は導入されず、先代の910型が1986年まで継続生産されその後ピンターラ (R31型)が後継車とされた。
販売終了前月までの新車登録台数の累計は48万2896台。
- 1983年
  - 10月 - 発売。（SSSはスーパー・スポーツ・セダンからスーパー・スポーツ・サルーンに）
  - 12月 - 日産創立50周年記念車を発売。
- 1984年
  - 1月 - クルージング シリーズ追加。
  - 3月 - 一部改良及びLD20型エンジン搭載のLXエクストラを追加。
  - 4月 - ブルーバード25周年記念特別仕様車発売。
  - 5月 - スポーツパック仕様車を追加。
  - 9月 - 「2000ディーゼルSLX-G」を追加。
  - 10月 - 810型系以来の上級車種としてV6エンジン搭載の「ブルーバードマキシマ」が登場。1.8L車は全車5速MT化。2000SLX-Gに大型バンパーを標準装備。
  - 11月 - 国内生産累計600万台達成。この年、国内販売はカローラ、カリーナ、コロナに次いで4位（1983年は5位）。
- 1985年
  - 1月 - エクストラシリーズ追加。
  - 3月 - 一部改良。CA18ET型エンジンのターボチャージャーの冷却方式を油冷式から水冷式に変更。
  - 8月 - マイナーチェンジ。エクステリアの大幅な意匠変更が行われ、バンを除く全車にコーナリングランプを標準装備。バンパー、トランクリッドの形状変更、内装の一部変更のほか、SSSシリーズに直列4気筒DOHC 1809ccターボを採用し、145PS[注釈 24]を発生するCA18DET型エンジン搭載モデルが登場。追加グレードとして「セダン / ハードトップ 1800スーパーセレクト」、「セダン 1600SLX-G」および「ADワゴン 1800SSS（NAモデル）」が設定され、CA18 / CA16型が電子制御キャブレターのCA18S / CA16S型となり、CA20S型エンジンは廃止。バンのガソリン車を除くマニュアルトランスミッション車は全車5速化され、CA18E型とCA18S型のオートマチックトランスミッションが4速化される。フロント合わせガラスと電動格納式ドアミラーを新たに設定。
- 1986年 - 1800に教習車仕様を追加（当初は5速MTのみ、後に4速ATも追加）。
- 1986年
  - 1月 - ブルーバードマキシマをマイナーチェンジ。VG20E型搭載モデルを追加。セダンLXセレクト追加。
  - 6月 - CA18DET型エンジン搭載モデルにAT車追加。
- 1987年
  - 5月 - ブルーバードマキシマが「マキシマ」として独立車種となる。トランクのエンブレムはNISSAN MAXIMAに変更（ただし正式名はブルーバードマキシマのままであり、型式はPU11）。同時に一部改良。
  - 8月 - セダン/ハードトップの生産終了。在庫のみの販売となる。バン/ワゴンは継続販売。
  - 9月 - 4気筒モデル販売終了。但しバン/ワゴンは一部改良を施し継続販売。ワゴンに「ターボSSSウイングロード」を新設定。
- 1988年
  - 9月 - PU11型マキシマ生産終了。以後、在庫対応分のみの販売となる。
  - 10月 - PU11型マキシマ販売終了。J30型マキシマにモデルチェンジ。
- 1989年
  - 5月 - バン「L エクストラ」追加。
  - 10月 - CA16S型エンジン・LD20・Ⅱ型エンジンが昭和63年排出ガス規制に適合し、AT車にはシフトロックを追加。CA16Sエンジンは電子制御キャブレターと三元触発の採用、1プラグ化とオイルフィラーキャップとオイルレベルゲージの形状を変更。
- 1990年
  - 3月 - 後述するアベニールの生産開始の準備に伴うバン/ワゴンの生産終了。以後、流通在庫分のみの販売となる。
  - 5月[16] - バン/ワゴンがアベニールに統合する形で販売終了。

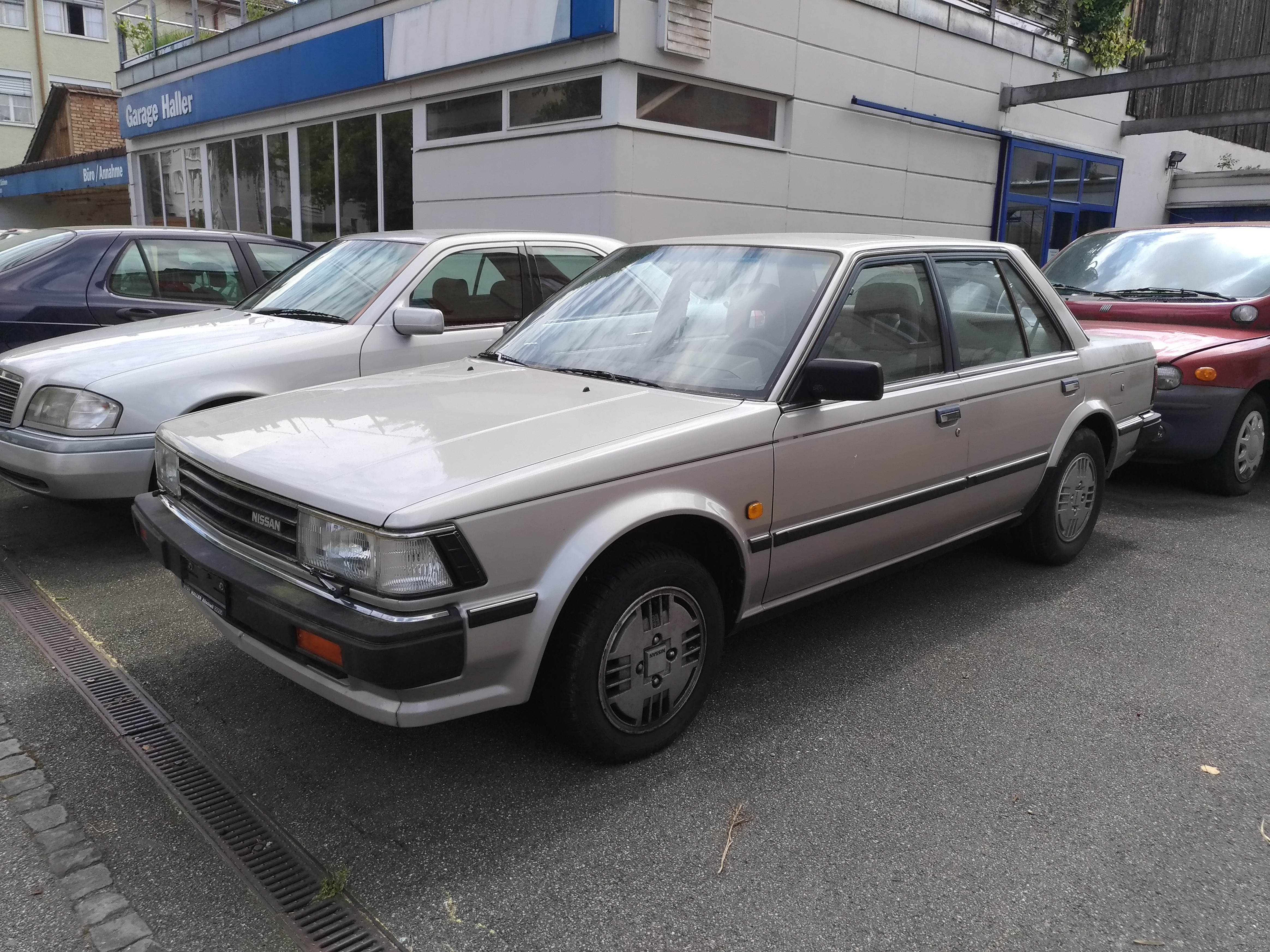
セダン（欧州仕様・前期型）
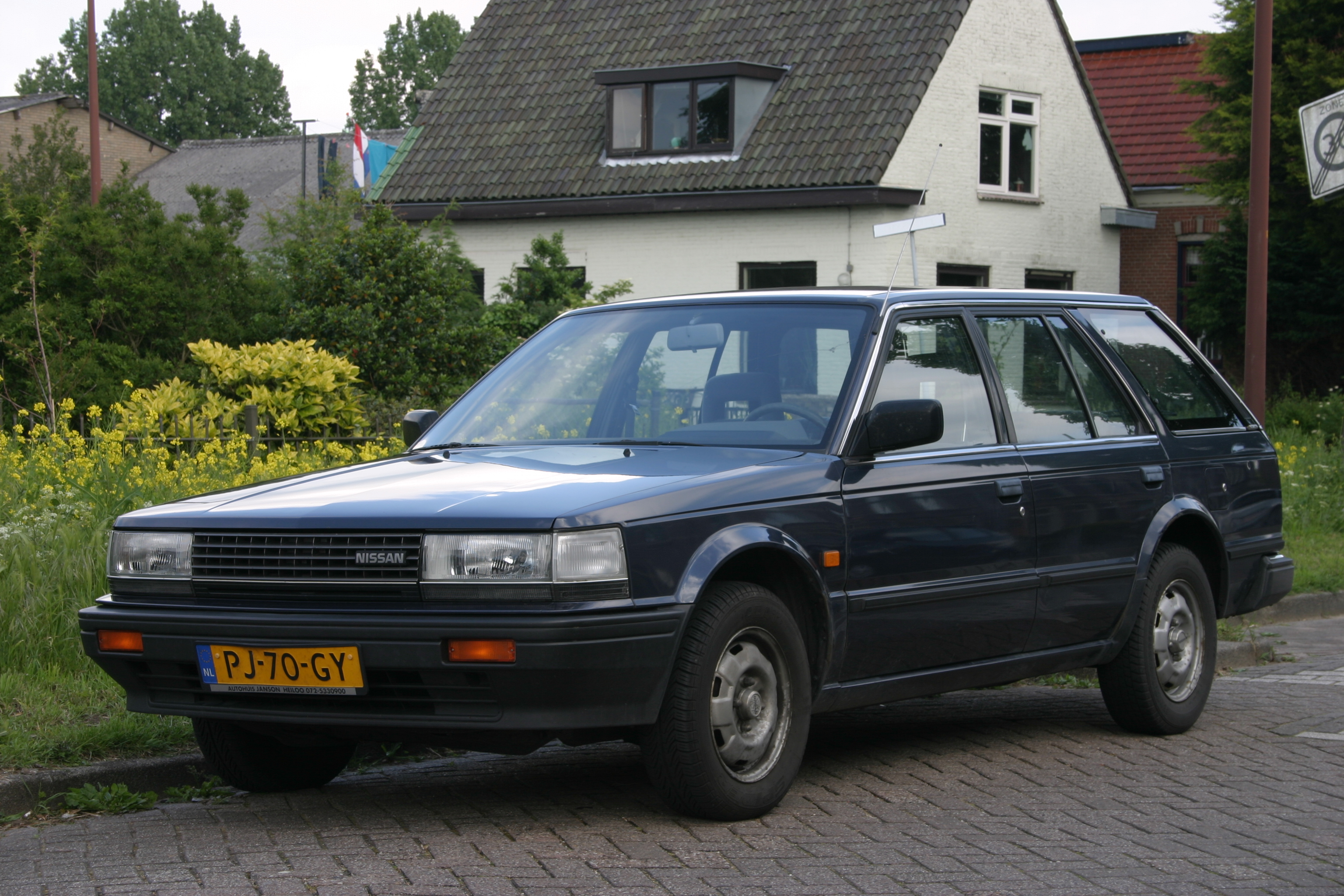
ワゴン（欧州仕様・後期型）
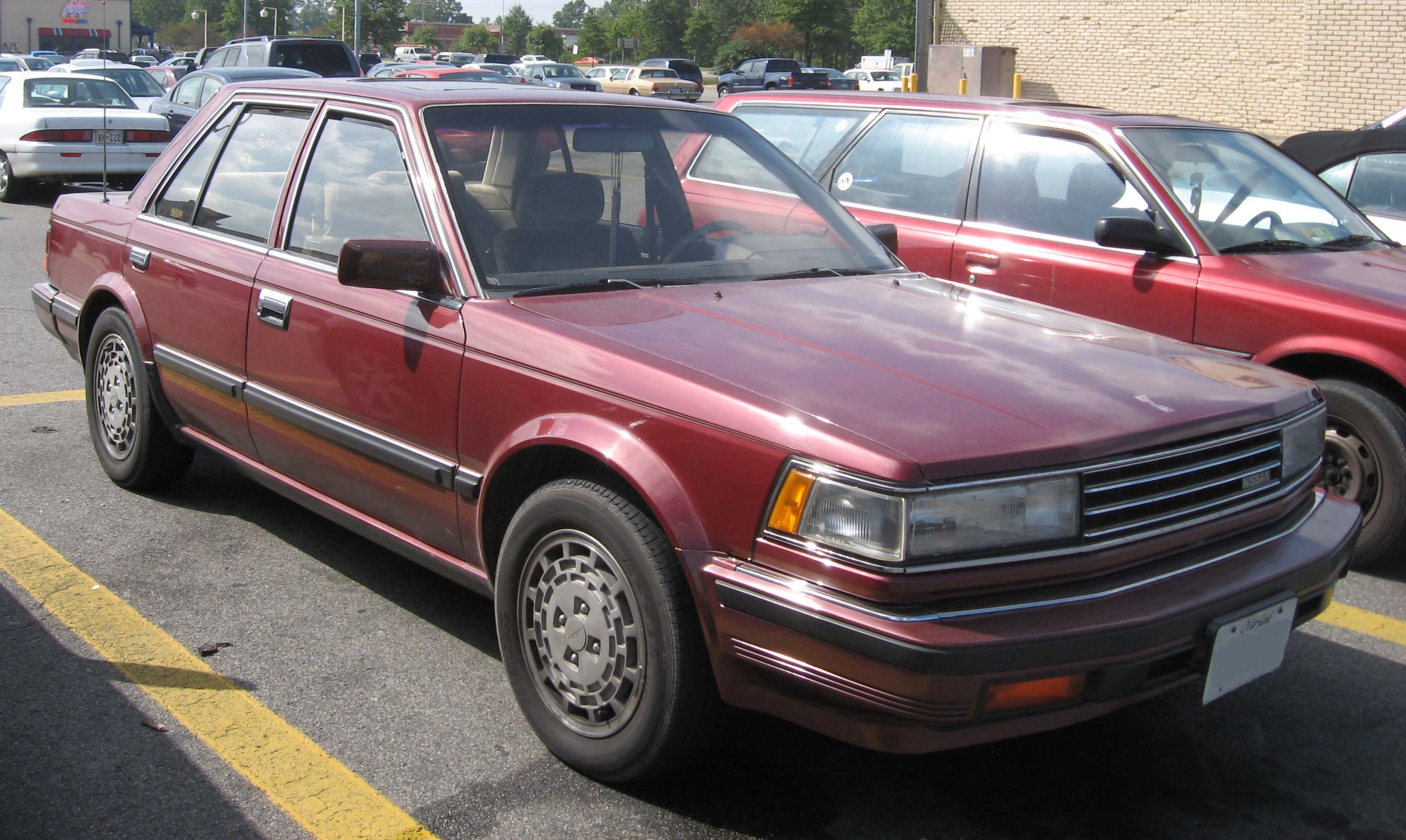
マキシマ（北米仕様・前期型）
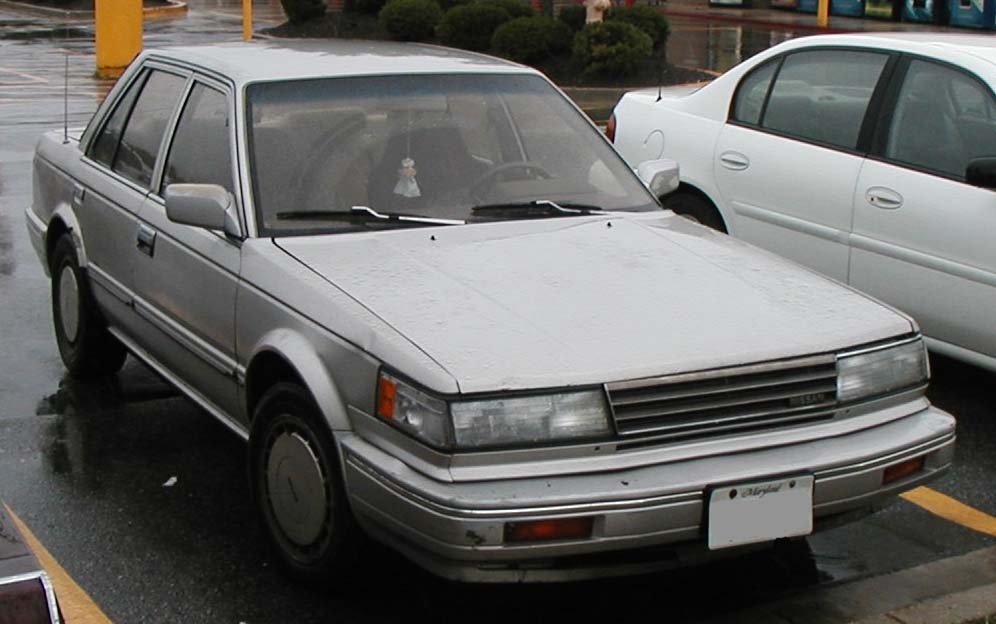
マキシマ（北米仕様・後期型）
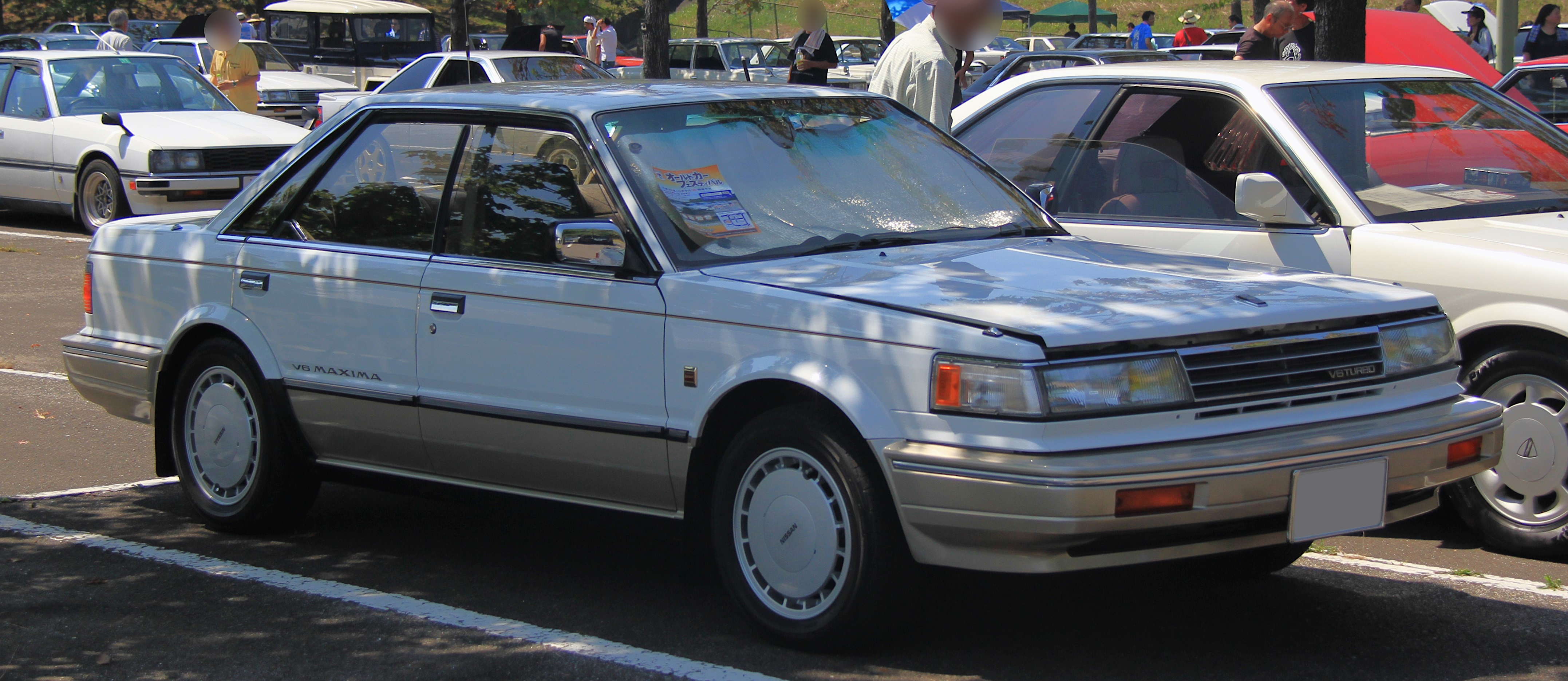
ブルーバードマキシマ 4ドアハードトップ V6ターボ ルグラン（後期型）

## 8代目 U12型系（1987年 - 1991年）
ブルーバード初の四輪駆動車が登場。ボディタイプは、4ドアセダンと4ドアハードトップ。丸みを持たせたデザインで、H/Tはセンターピラーレス構造を先代に引き続いて採用。V6エンジンの上級グレード「マキシマ」とバン/ワゴンはU11型を継続生産。グレード構成は、伝統の「SSS(SSS/ツインカムSSS/ツインカムSSS-X)」シリーズのほか、「アーバンサルーン（LE/SEサルーン/XEサルーン/スーパーセレクト）」シリーズを設定。価格帯は1600LE 5MT車119.8万円～1800ツインカムターボSSS ATTESA LIMITED 4AT車299.8万円と、同型エンジン搭載車でも、セダンとH/Tとでグレードと装備の組合せが異なるなどワイドバリエーションを誇った。エンジンは先代U11型と同じCA系を改良し、DOHC・135PSのCA18DE、SOHC・88PSのCA18i、SOHC・79PSの1.6LのCA16S、ディーゼル・67PSのLD20-IIが用意された。また、1800ツインカムターボSSS ATTESA LIMITEDに搭載されたDOHCターボのCA18DETは、インタークーラーの装着やプレミアムガソリン仕様化が行われたことで最高出力が175psにまで高められた。センターデフ式フルタイム4WDシステムの「ATTESA」は、2WDシリーズに対してそれぞれ「SSS ATTESA/SSS ATTESA LIMITED」、「アーバンATTESA(SE ATTESA/XE ATTESA)」シリーズとした。「アーバンATTESA」シリーズは「SSS ATTESA」に標準のリヤビスカスLSDがオプションであった。前期ではCA18i(88ps)、後期ではSR18Di(115ps)に設定。北米市場ではセダンが1990年から1992年までスタンザとして販売されていた（1993年からはU13型アルティマに代替）。欧州ではU12型は販売されず、T11型オースターに相当するモデルが「ブルーバード」名でイギリス（英国日産自動車製造）にて生産された。このため海外輸出では、セダンの他ハードトップも加わり香港・シンガポールなどといった東南アジア地域に絞られた。なお、後期型におけるCMのナレーションは長塚京三が担当し、バック音楽には「アメイジング・グレイス」を採用、キャッチフレーズは「グッド・カー」だった（前期型のキャッチフレーズは「ブルーバードが、好きだ」「走る、曲がる、止まる、そのどんな瞬間にも最高の車であってほしい」）。販売終了前月までの新車登録台数の累計は49万56台。次世代9代目は、ほぼ同クラスのプリメーラが大ヒットしたため割を食う形となり、8代目がシリーズ最後のヒットモデルとなった。
STC-Sus
スーパー・トー・コントロール・サスペンション（STC-Sus）と呼ばれるリヤサスペンションをATTESA車に初採用。サスペンションの型式としては2WD車と同じパラレルリンク式ストラットであるが、ブッシュのたわみを利用して2本の不等長のパラレルリンクとラジアスロッドとが後輪の受ける横力に応じてトーをコントロールすることでコーナーリング性能向上を目指す機構であった。HICASを積極的・能動的な四輪操舵とするならば、いわば受動的な四輪操舵機構であり、開発テーマの一つ「アコースティックな走り」実現に寄与していた。U13型では2WD車にも拡大採用されたものの、同時期のプリメーラでは採用しておらず、その後採用した車種はない。
SSS-R
ラリー競技参加を主眼として、ラリーバージョンの「SSS-R」を設定。オーテックジャパンが開発し、日産自動車で製造、NISMOで販売された。「ATTESA」を搭載したフルタイム4WD セダン1800ツインカムターボSSS ATTESA LIMITEDを基本としており、エアインテークが設けられた専用エンジンフードが外観上の特徴。国内JAF競技用ベース車という性格からロールバーが標準装備であり、トランスミッションもクロスギヤレシオ化されている他、様々なラリー用オプションがNISMOから用意された。エンジンは、ベースとなったCA18DETにチューニングを施したCA18DET-Rを搭載。CA18DET-Rは、A/Rを標準車の0.64から0.89の高速高出力型としたギャレット製T25型タービンを採用、圧縮比を標準8.5から8.0に下げて最大過給圧を600mmHg（レギュラー使用時500mmHg）から690mmHgまで上昇させることで、標準175ps/23.0kg·mに対して185ps/24.5kg·mの出力を誇った。また、カムのオーバーラップ増やステンレスエキゾーストマニホールド、コスワース社製の専用鍛造アルミピストンの採用など、特筆すべき点が多い。ボディタイプは4ドアセダンのみ。定員2名（後に定員4名仕様追加）。価格は東京地区標準275万円。競技車両としての使用を前提としていたため、保証が標準車と一部異なる他、装備内容も最廉価グレード1600LEとほぼ同等まで省略されている。外観では、コーナーリングランプがないため1600LEと共通（ブラックアウト処理）となっている一方で、1600LEでさえも標準装備のフェンダーマーカー点灯機能が省略されていた他、エアコンがオプションでも設定されなかったこと、定員4名仕様車の後席座面等、標準車と異なった部品が用いられていた。受注生産車として月産10台程度販売された。後期SSS-Rの販売台数は前期に比べてもごくわずかで、エンジンは標準車と共通のSR20DET(205ps/28.0kg·m)である。
- 1987年
  - 9月21日 - 発売[18]。
- 1988年 - 全日本ラリー選手権Cクラスに参戦し、ドライバーズチャンピオンを獲得。ドライバーは綾部美津雄。
- 1988年
  - 2月3日 – 4ドアセダン アーバンサルーンシリーズ「XEサルーンF」を追加[19]。
  - 5月20日 – 4ドアハードトップ「SSS X-Ⅱ」ならびに「ツインカム SSS X-Ⅱ」を追加[20]。
  - 6月20日 – 4ドアハードトップ「1800 XEサルーンL」を追加[21]。
  - 10月5日 – 4ドアセダン「1800XE アテーサF」、4ドアハードトップ「1800XE アテーサL」を追加。1.8Lツインカムエンジン搭載のFF オートマチック車にフロントビスカスL.S.D.を新たにオプション設定。また、4ドアハードトップ「1800ツインカム SSS」をベースにフロントビスカスL.S.D.やカラードリアスポイラーを装備した500台限定の特別仕様車「1800ツインカム SSS VISCOUS SPORTS」を発売[22]。
- 1989年
  - 1月23日 – ブルーバード誕生30周年を記念して、4ドアハードトップ「SSS アテーサ」ならびに「ツインカム SSS-XⅡ」、4ドアセダン「XE サルーンF」をベースに専用キーやエンブレムなどを装備した特別仕様車「30周年記念車」を発売。なお、「SSS アテーサ30周年記念限定車」は400台、「ツインカム SSS-XⅡ 30周年記念限定車」は1,200台の限定販売となる。同時に、タクシー仕様車を除く全オートマチック車にシフトロック機構を追加[23]。
  - 10月 - マイナーチェンジ。リアコンビネーションランプ等内外装変更。軽量ゆえに音振性能が劣っていたCA系エンジン(CA18DET/CA18DE/CA18i)は、後期型より新たに「90'sツインカム」SR系エンジン(SR20DET/SR20DE/SR18Di)に換装された（1.6L車は従来どおりCA16S型エンジン）。
- 1990年
  - 5月15日 – アーバンサルーンシリーズの4ドアセダンに最上級グレードとして「2000 スーパーセレクト」を追加[24]。
  - 11月5日 – 4ドアセダン「1800 FEサルーン」をベースに4WDシステム「アテーサ」を搭載した1,000台限定の特別限定車「1800 FEアテーサ」を発売[25]。
- 1991年
  - 1月11日 – 4ドアハードトップ「SSS」をベースに電動格納式ドアミラー、フルオートエアコンなどを装備した「SSS-SV」を設定。また、1.6Lを除く「FEサルーン」をベースに、タコメーター、クラシックベロアシート、運転席ランバーサポートなどを装備した「FEサルーン SV」を設定。この一連のSVシリーズには専用車体色としてダークグリーンメタリックが設定される[26]。
  - 5月 - 4ドアセダンをベースにした独特のスタイルを持つオーストラリア・クレイトン工場製の5ドアハッチバックセダンモデルの「ブルーバード・オーズィー（HAU12型）」を同年8月まで限定輸入・発売（なおU12型はオーストラリアではR31型スカイラインが初代となるピンターラの2代目でもあった）。エンジンはオーストラリア現地仕様の2代目ピンターラには存在しないSR20DEを搭載。販売台数は1,300台弱と希少である。海外工場生産車（輸入車）であるとはいえ日本で販売するための最適化が為されておらず、中でもエアコンがオーストラリア現地仕様のままであったために国内仕様の部品では修理不可という致命的な欠点がある。
  - 8月[27] - 生産終了。在庫対応分のみの販売となる。
  - 9月 - 9代目と入れ替わる形で販売終了。

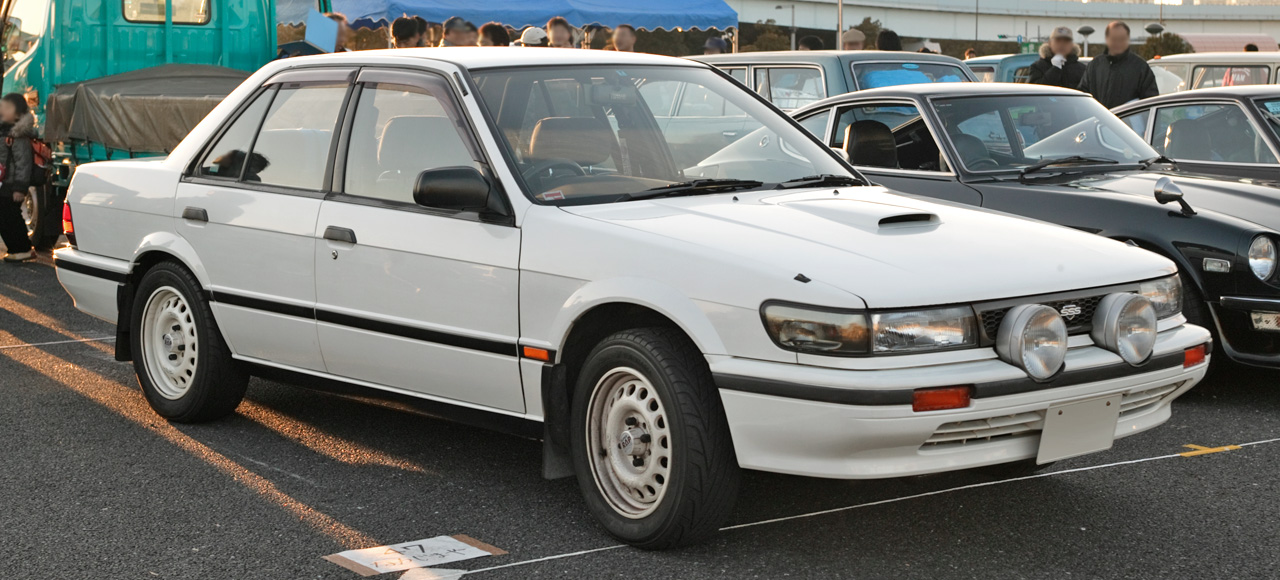
セダン SSS-R
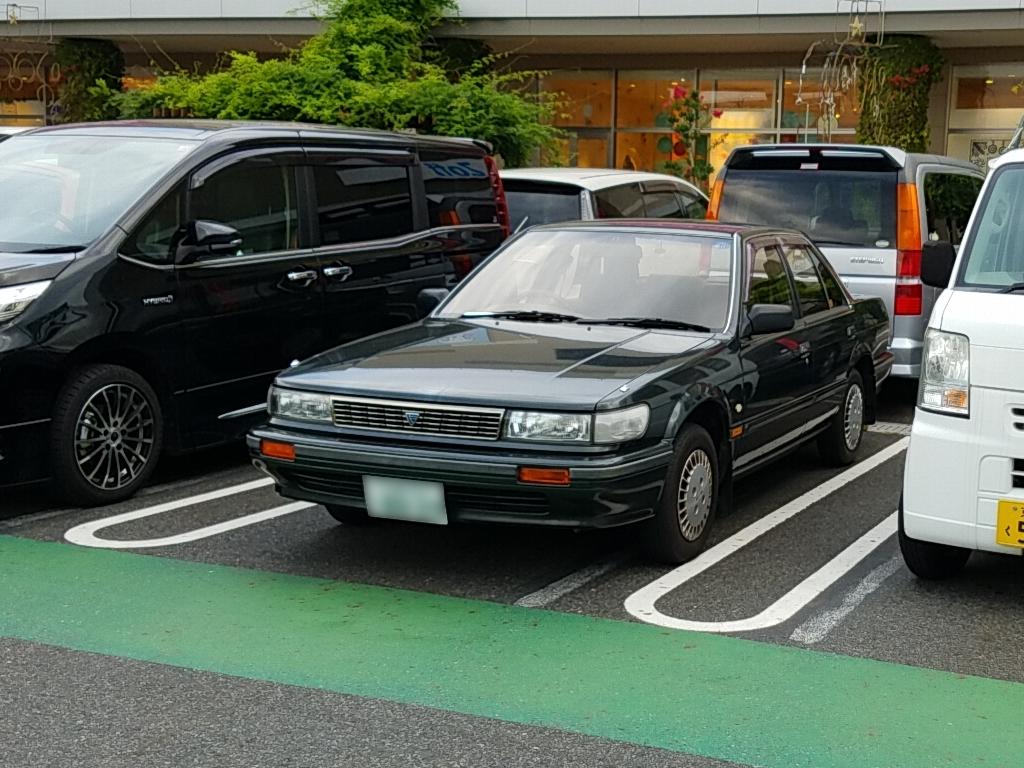
セダン FEサルーンSV（後期型）
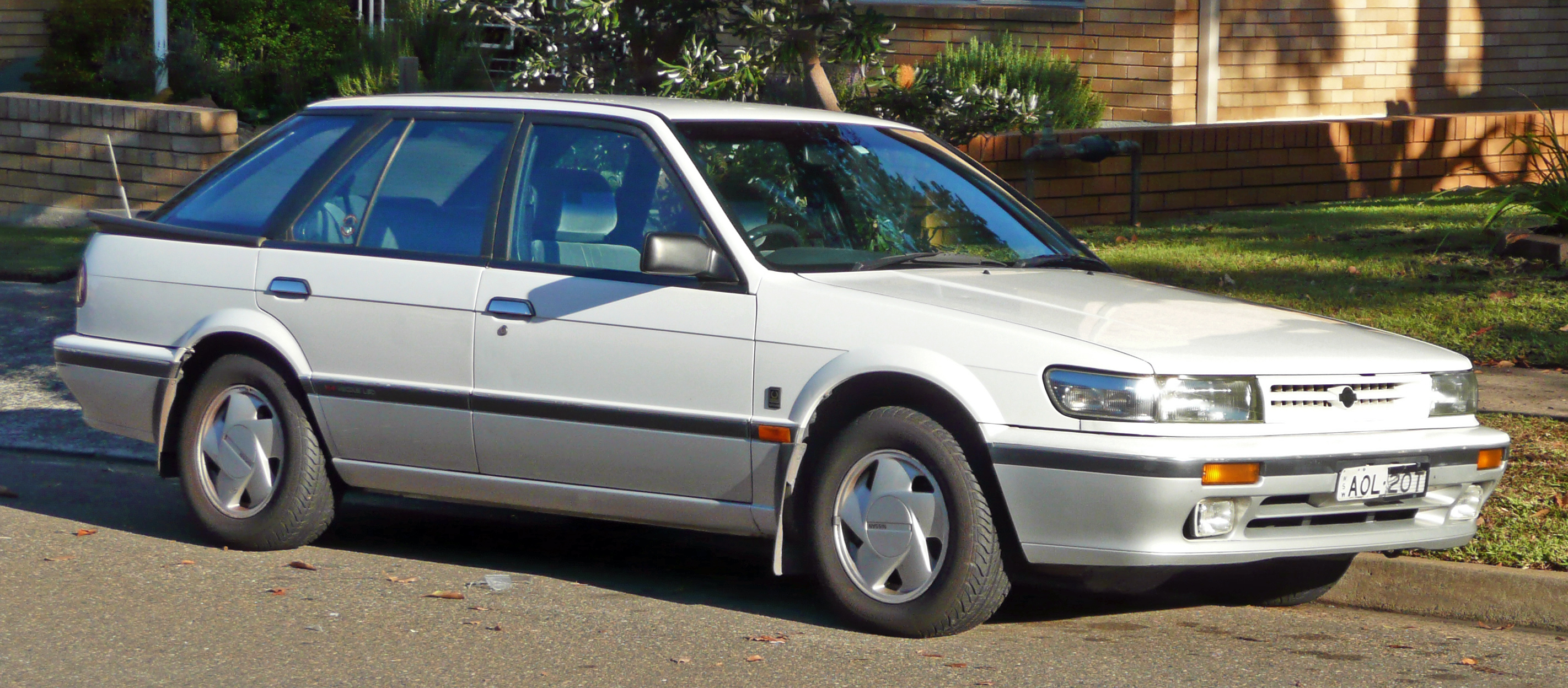
ブルーバードオーズィ （豪州仕様、ピンターラスーパーハッチ）
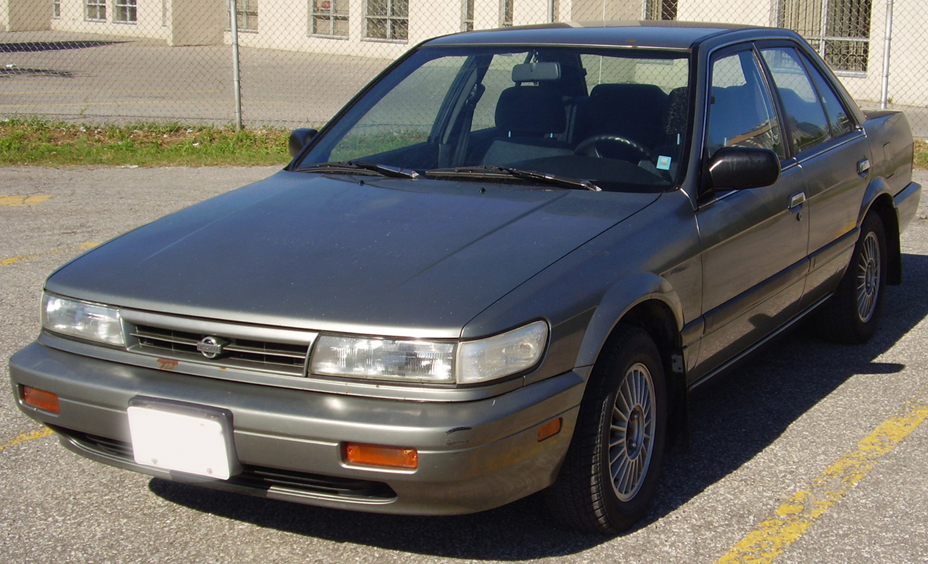
スタンザ（北米仕様）

## 9代目 U13型系（1991年 - 1996年）
ボディタイプは4ドアハードトップと4ドアセダン。ハードトップは側面衝突における安全性を考慮してセンターピラーが付けられ、エレガントなデザインの「ARX」（アークス）となる。セダンはスポーティな「SSS」（スリーエス）、ビジネス向けエコノミーグレードの「EEX」（イーエックス）と後に追加された「ビジネス」が設定された。セダンのデザインは、日本の日産案と日産北米スタジオ（NDI）案が比較され、独特なフォルム（レパードJフェリーのような「尻下がり」型）を持つ北米案が採用された。セダンは全高を高めに取り、室内の広さも当時のクラス最大級を誇るなど居住性が飛躍的に改善されたが、日本国内では全高がやや低く後部座席のヘッドクリアランスに若干難はあるものの、無難なデザインを採用したARXが販売の大半を担う結果となった。なお、セダン・ARX合わせても初代P10型系プリメーラ（先代モデル末期の1990年登場）に販売台数で及ばなかった。駆動方式はFFとビスカスカップリングLSD式4WDのATTESAが設定された。ガソリン2.0Lエンジン（SR20DET / SR20DE搭載）車はリアデフにもビスカスカップリング式LSDを用いており、SSSリミテッドアテーサにはフロントにもビスカスカップリングを用いた新システムの「トリプルビスカス」が採用された。装備はハイマウントストップランプが全車標準装備(但し、リアワイパー装着車ではレスされる)となったほか、上級グレードの「ARX-Z」には運転席SRSエアバッグを採用（後に全車標準装備）。車内に取付けたマイクで集音した波形と逆位相の波形を専用スピーカーから送出して車内騒音を軽減させるANC：アクティブノイズコントロール、先行してS13型シルビアに採用されていたフロントウィンドウディスプレイ（フロントウィンドウに速度・ブレーキ警告・ドア警告を表示させる）などがあった。4ドアセダンは「アルティマ」（初期はスタンザ・アルティマ）の名称で北米でも販売され、国内モデルよりも車幅が広く、細部が異なっていた。中国の東風汽車有限公司でも中国国内にシルフィが投入されるまで生産された。また、ARXは香港に2.0Lモデルのみ輸出。
- 1991年9月24日 - U13型系を発売[29]。
- 1992年5月21日 – 日産自動車の乗用車生産累計4,000万台突破を記念した特別仕様車「2000SSS-G S.Limited TYPEⅠ/TYPEⅡ」「2000ARX-G S.Limited TYPEⅠ/TYPEⅡ」を発売。TYPEⅠにおいては、SSSは400台、ARXは600台の限定販売となる。また、TYPEⅡは両者とも同年9月までの限定販売となる[30]。
- 1992年6月2日 – 新グレード「1800ARX-L」を追加。あわせて、「1800SSS-V」「1800ARX-V」に195/65R14タイヤ、14インチアルミホイール、リアディスクブレーキのセットオプションを新たに設定した[31]。
- 1992年8月19日 – ARXにスポーティグレードのスーパーツーリングシリーズを追加。 [32]
- 1993年1月6日 – 日産自動車創立60周年を記念して、1800ARXをベースに専用シートやカセットデッキなどを装備した特別仕様車「1800ARX スペシャルエディション 60th ANNIVERSARY」を追加。なお、同年3月までの期間限定販売となる[33]。
- 1993年8月24日 - マイナーチェンジで後期型に移行。セダン、ハードトップ共にフロントグリルやバンパー等のデザインを変更。SSS系はリアスポイラーやアルミホイールの形状変更やボディカラーの一新。装備では車速検知式集中ドアロックや足踏み式パーキングブレーキ等を新たに採用。全車のエアコンを新冷媒化。また、輸出用の2.4L KA24DE型エンジンを搭載したSSS-ZとARXスーパーツーリングZを新設定。ブルーバードの史上初にして唯一の3ナンバー車。あわせて、日産自動車創立60周年を記念した特別仕様車「1800ARX タイプツーリング 60th ANNIVERSARY」を発売。なお、この特別仕様車は同年12月までの期間限定販売となる[34]。
- 1994年1月13日 – 1800 ARX-Lをベースに、CDプレーヤーやバケットシート、本革巻ステアリングなどを装備した特別仕様車「1800ARX タイプツーリング CDセレクション」を追加[35]。
- 1994年5月30日 – ブルーバードの誕生35周年を記念して、1800 ARX-Lをベースとして運転席エアバッグやバケットシートなどを装備した特別仕様車「1800 ARX タイプツーリング リミテッドエディション」を発売[36]。
- 1995年1月12日 - 一部改良。運転席SRSエアバッグとグリーンガラスを全車標準装備化。また、ABSをオプション扱いで設定。外装色追加、内装のシートとトリムクロスを変更。ARX 1.8Lシリーズおよびディーゼル車にSVを設定。SSS-Zを廃止。[37]
- 1995年12月[38] - 生産終了。在庫対応分のみの販売となる。
- 1996年1月 - U14型へのモデルチェンジにより販売終了。
- 2002年6月 - 第7回北京国際モーターショーにて、U13型系4ドアセダンをベースとする「ブルーバード フラッグシップモデル」を発表。中国風神汽車がライセンス生産し、同年7月発売。中国市場での名称は「藍鳥」。
- 2007年2月 - 中国市場においては生産・販売が終了しているが、事実上の後継車となる「ブルーバードシルフィ」G11型の登場により終了。

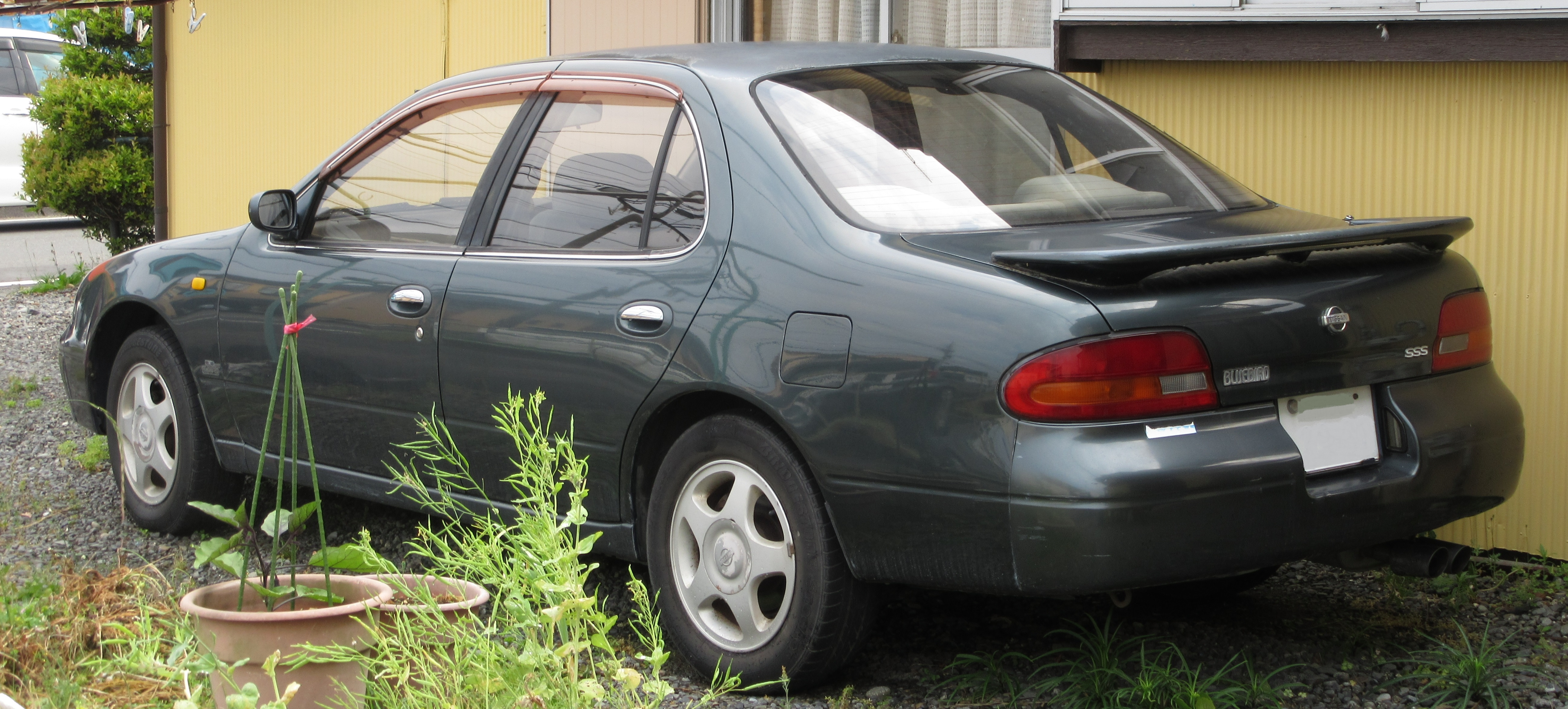
セダンSSS 前期型（リア）
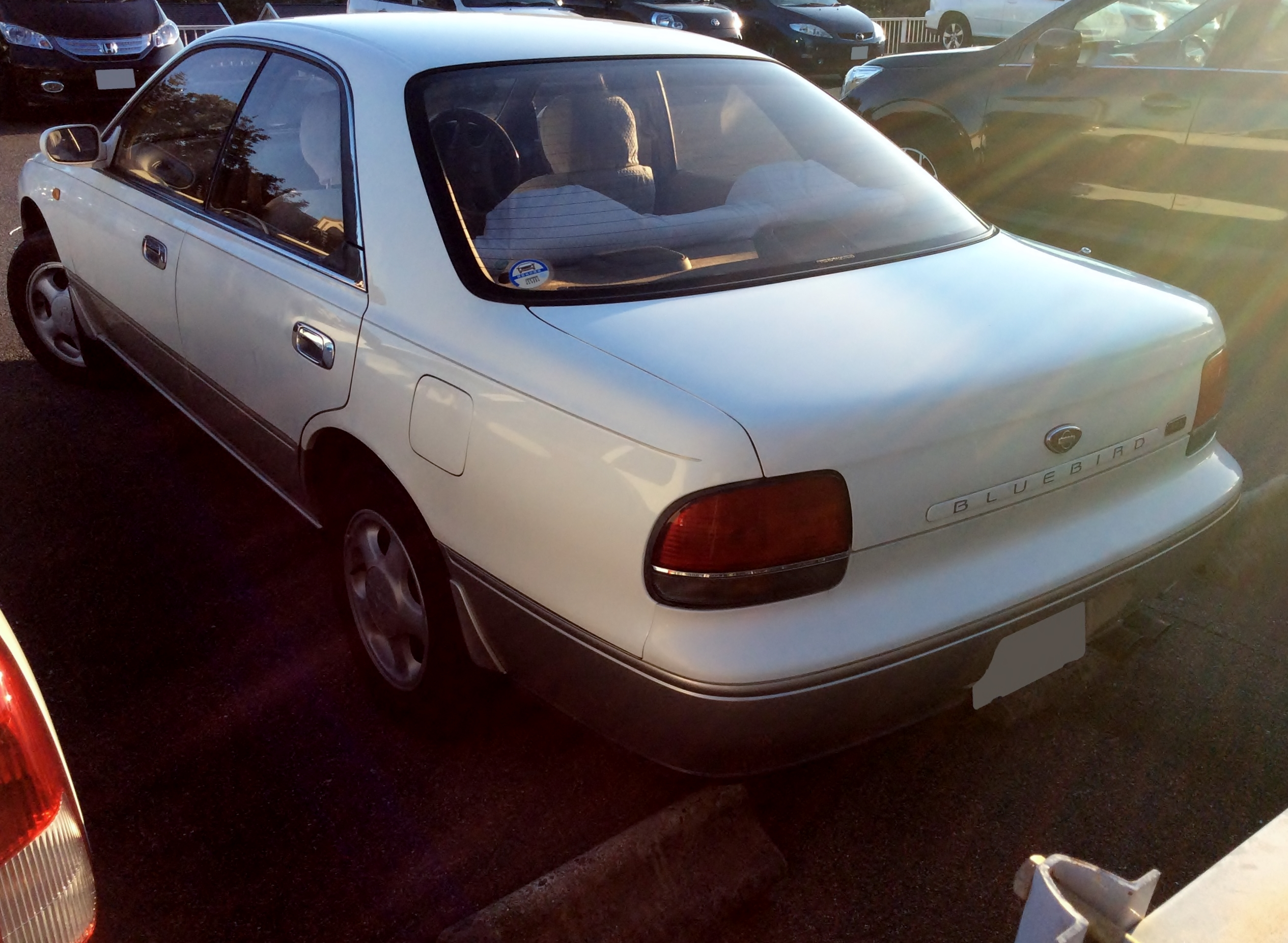
ハードトップARX 前期型（リア）
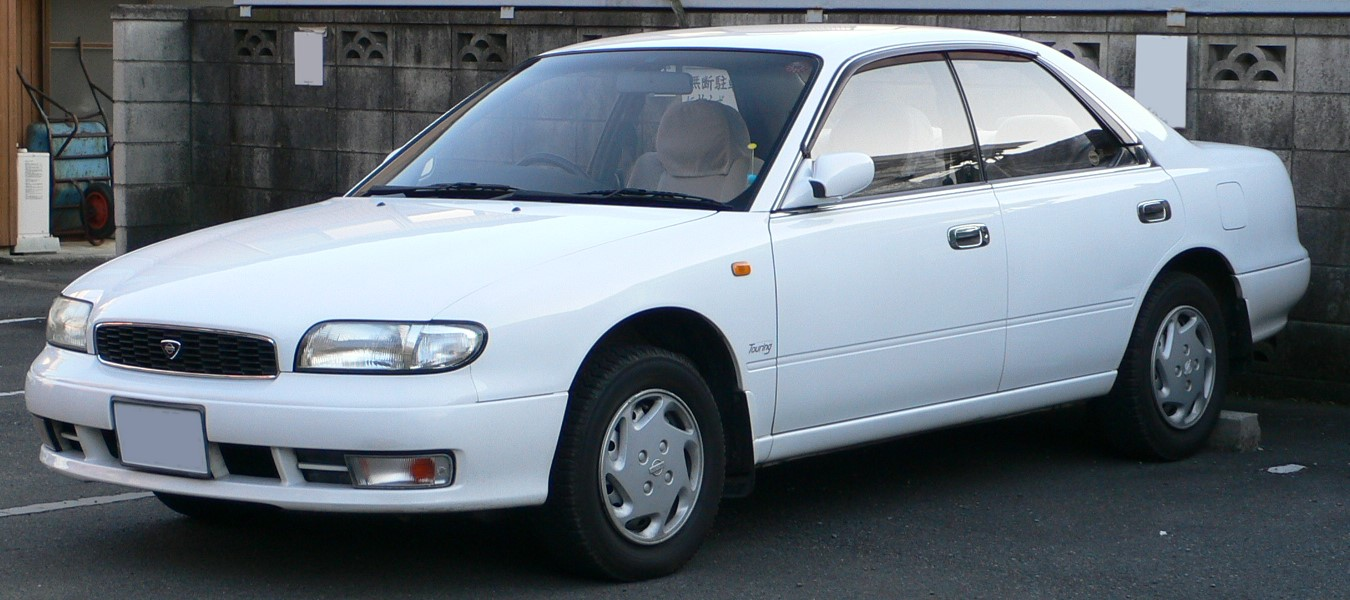
ハードトップARX 後期型 スーパーツーリング
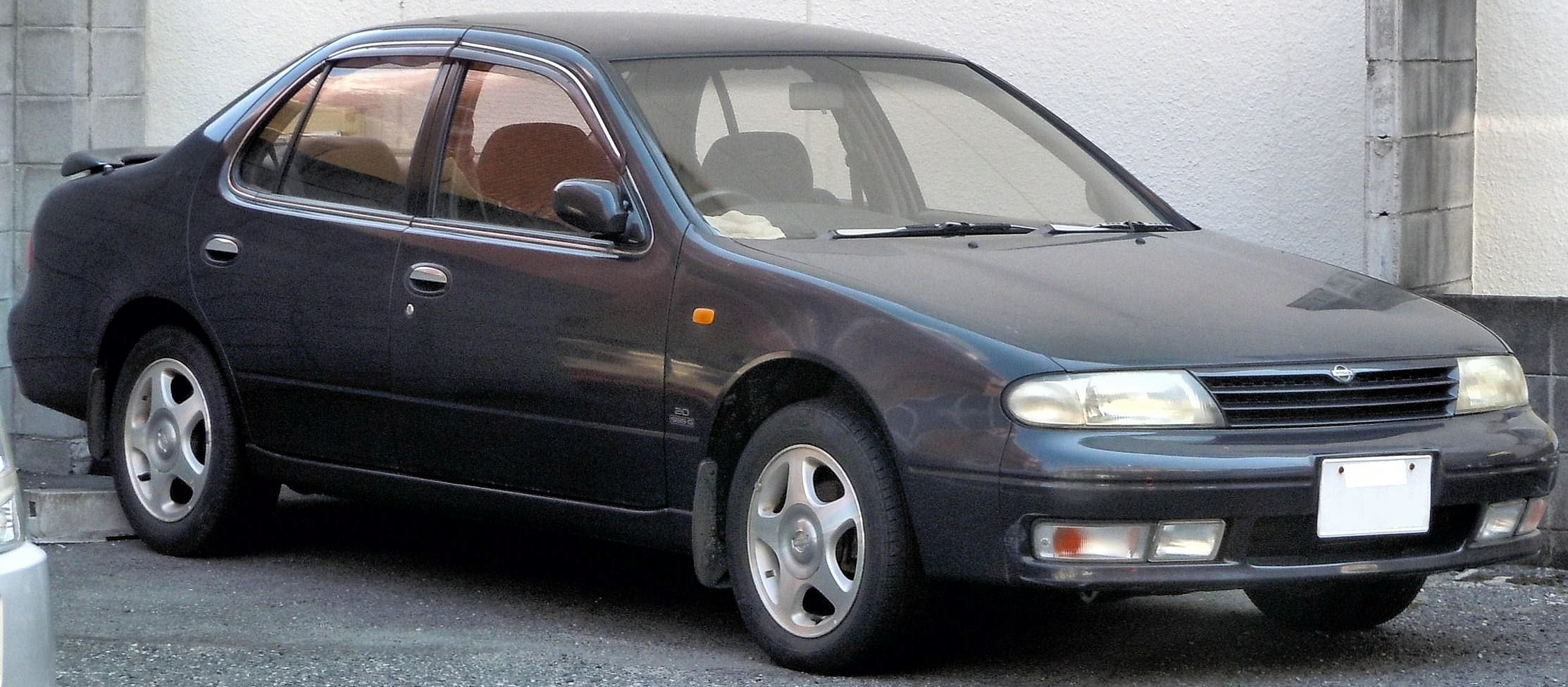
セダンSSS-G 後期型
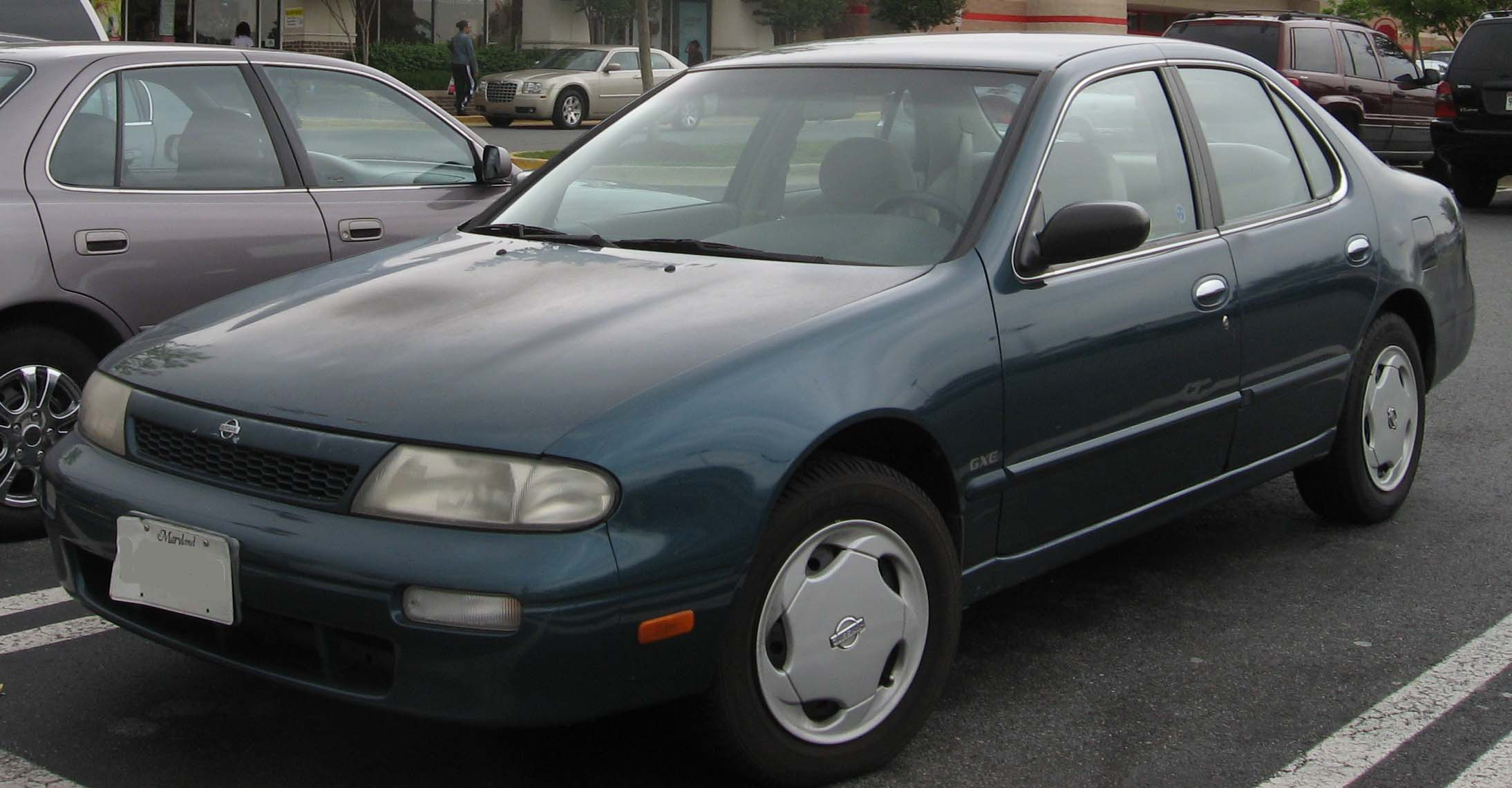
アルティマ（北米仕様）
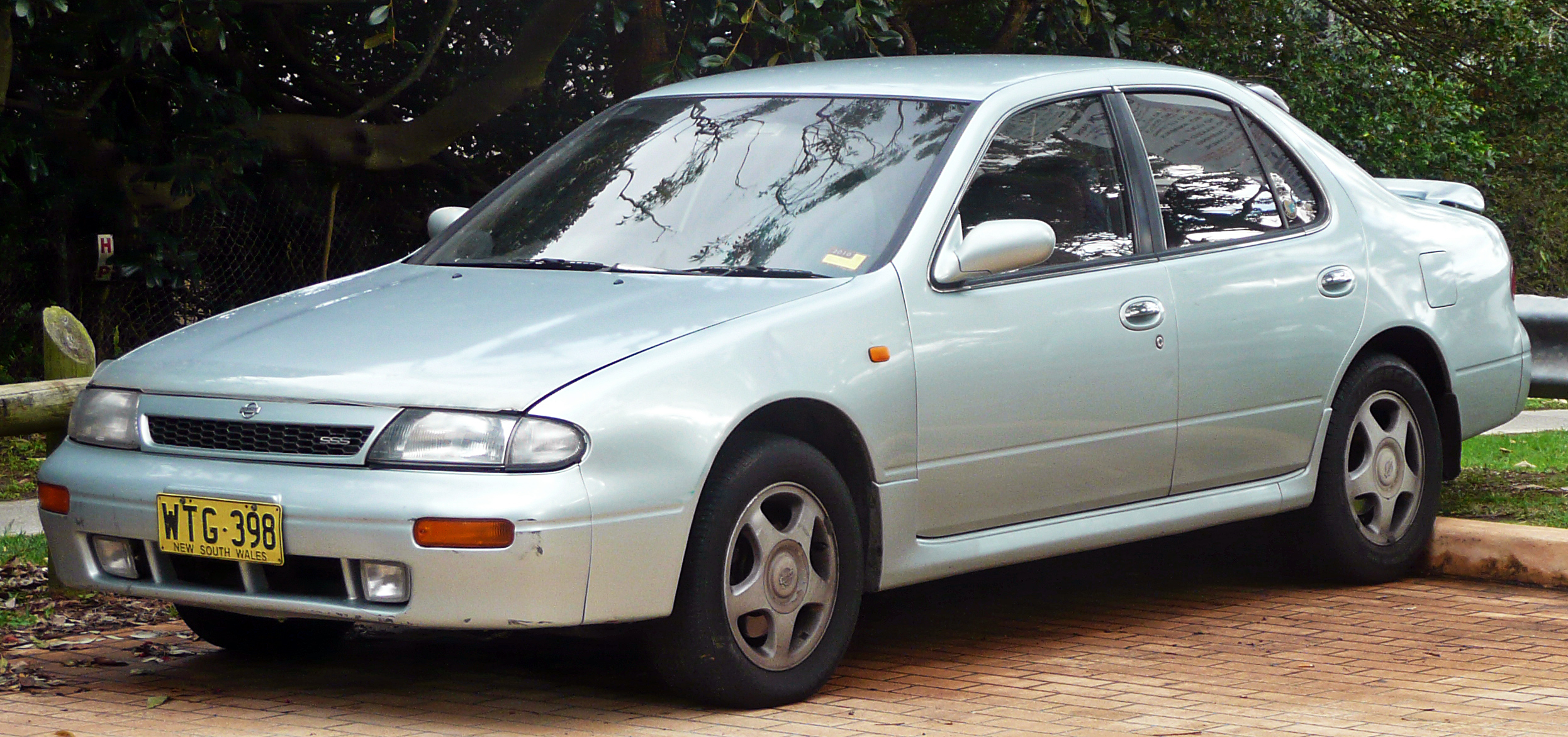
セダンSSS（豪州仕様）
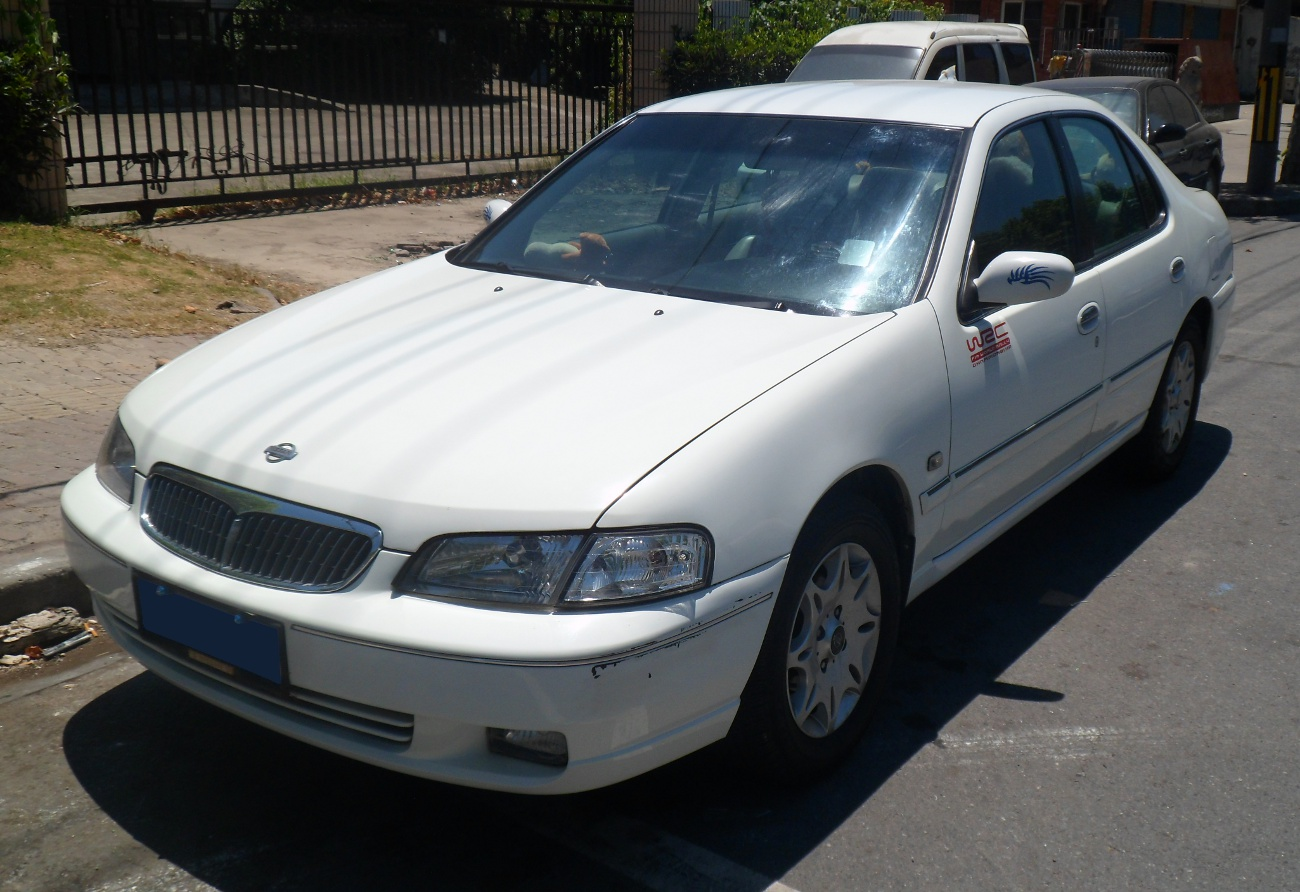
中国仕様車前期型
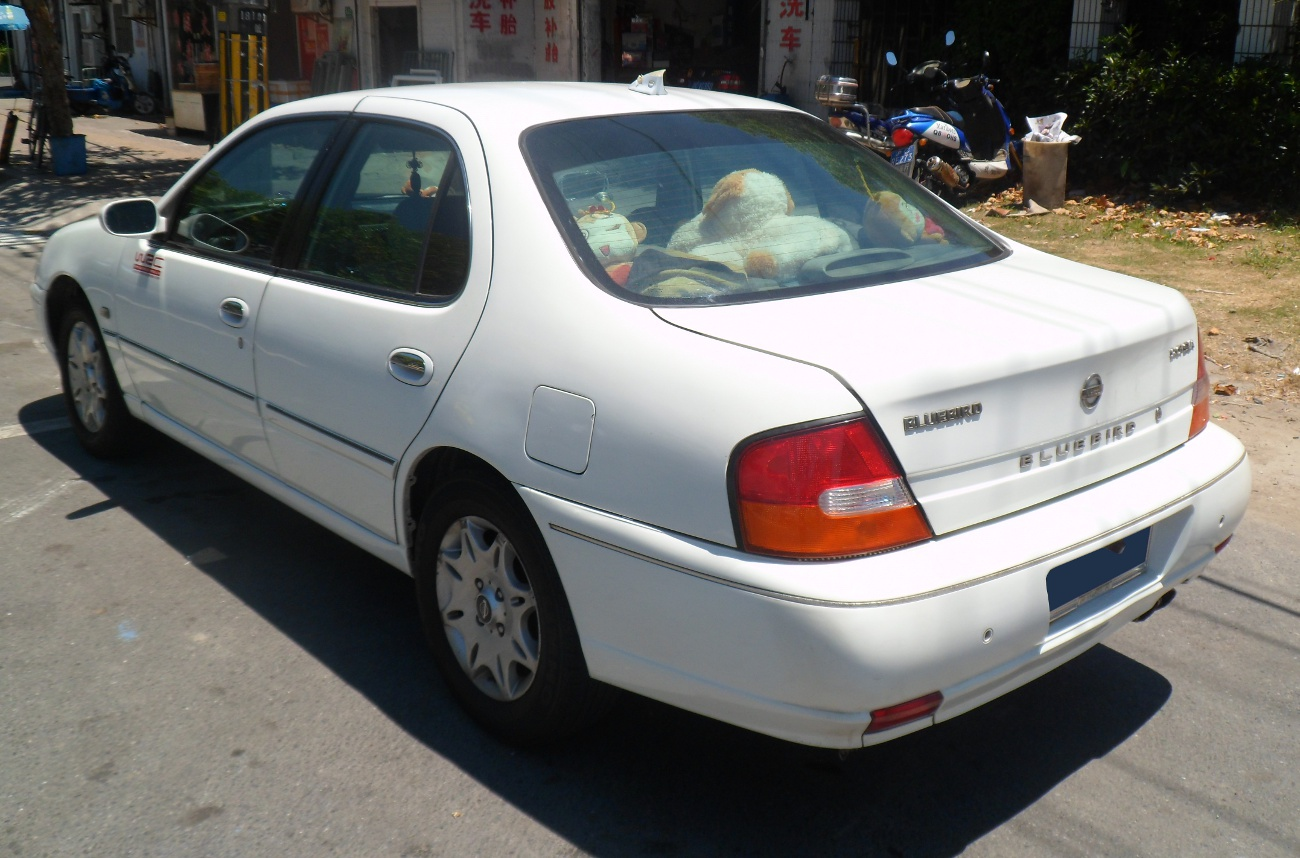
中国仕様車前期型 リア

## 10代目 U14型系（1996年 - 2001年）
主に日本国内ユーザーの要望で、箱型のありふれた形状となった。ボディタイプはセダンのみで、長年ラインナップされていた4ドアハードトップは消滅した。テレビCMには、初期は常盤貴子をメインに4人の一般人の男性(そのうち一人は日産の社員。)、及びその4人のうちの1人であった大分県の当時30代後半の公務員の男性と黒木瞳、中期は常盤と蟹江敬三、池内博之が起用された。P11型系プリメーラとプラットフォームを共用したため、先代モデルに対し全長、およびホイールベースはそれぞれ20mm短縮され若干ダウンサイジングされた。グレード構成はスポーティな「SSS」系と、フォーマル / ファミリー向けの「ルグラン(FF車のみ)」「XE / FE」を設定。後に1.8L ガソリン車と2.0L ディーゼル車に「エプリース（Eprise）」を追加。教習車仕様も先代に引き続き設定される。トランスミッションは当初5速フロアMTとOD付き4速ロックアップATを設定。後にトルクコンバーターを組み合わせたマニュアルモード付きのハイパーCVT-M6、ハイパーCVT、電子制御AT「E-ATx」を追加した。装備面では、運転席と助手席のデュアルSRSエアバッグを（教習車を除く）全車に標準装備。警察の捜査用覆面パトカーとして大量に導入された。
- 1996年（平成8年）
  - 1月8日 - U14型系を発表。
  - 8月21日 - オプション設定だったABSを全車標準化[39]。
- 1997年（平成9年）
  - 1月13日 - 特別仕様車「ナビセレクション」を発売[40]。
  - 9月1日 - 一部改良および小変更。パルサーで採用されたNEO VVLエンジンの2.0L版、190PSのSR20VEを搭載したホットモデル「2.0 SSS-Z」が設定された。トランスミッションはマニュアルモード付きのハイパーCVT-M6のみ。2.0L ガソリンFF車のOD付き4速ロックアップATが、ハイパーCVTに変更される。シリーズ全体で外観の小変更（フロントグリル形状など）を行い、内装の「インナーグリーン」化などを行った。2WD車にブレーキアシストを装備する一方、一部グレードを除きリアブレーキはドラムに変更。
- 1998年（平成10年）9月1日 - マイナーチェンジ[41]。内外装の小変更が行われた。全車にマルチリフレクタータイプのヘッドランプが採用され、ブルーバードのエンブレムを、ボンネット前端部からフロントグリル中心部に変更。2.0 SSS-Zのアルミホイールが、S14シルビアQ’s後期型・180SX後期型に似たものとなる[注釈 27]。1.8L 2WD車のエンジンを、SR18DE型からQG18DE（NEO）型リーンバーンエンジンへと変更、新開発フルレンジ電子制御AT「E-ATx」と組み合わせた。又、新開発のNEO Di直噴ガソリンエンジン、QG18DD型にハイパーCVTを組み合わせたモデルも1.8 SSS / ルグランに設定した。直噴式とすることで、標準モデルよりも燃費とトルクに優れる。1.8L 4WD車（1.8 SSSアテーサ / エプリースアテーサ）は、SR18DEを継続した(従来のOD付き4速ロックアップATのまま)。2.0LのSSS系グレードにマニュアルモード付きのハイパーCVT-M6が搭載された。更に、ブレーキアシストの設定を4WD車にも拡大。
- 1999年（平成11年）10月4日 - ブルーバード生誕40周年記念車「2.0L 40th ANNIVERSARY」、「1.8L 40th ANNIVERSARY」を発売[42]。それぞれ2.0 SSS[注釈 28]、1.8 エプリース / 同アテーサをベース車とし、記念のエンブレムとデザインキーを装備。専用車体色としてホワイトパール3コートパールを設定。
- 2000年（平成12年）
  - 6月5日 - 特別仕様車「1.8 SSS-X・II / 1.8 SSSアテーサ-X・II」を発売[43]。1.8 SSS[注釈 29] / 同アテーサをベース車とし、キセノンヘッドランプ、バンパー組込みC.S.R.ハロゲンフォグランプ、スーパーサウンドシステムCDセレクション、リモートコントロールエントリーシステムなどを標準装備とした。「40th ANNIVERSARY」と同じくホワイトパール3コートパールの特別車体色を設定。
  - 8月30日 - B15型サニーと車台（日産・MSプラットフォーム）を共用するG10型ブルーバードシルフィが登場したが、約1年間はU14型ブルーバードと並売する形をとった。
- 2001年（平成13年）
  - 8月末 - 生産終了。以後、流通在庫分のみの販売となる。
  - 9月末 - 流通在庫分の登録を全て完了し、販売終了。販売期間中の新車登録台数の累計は23万296台[44]。単独車名としてのブルーバードとしては42年間の歴史に幕を下ろすこととなった。ブルーバードの商標は、2012年11月まで販売された2代目モデル（G11型）までのブルーバードシルフィに継承された。

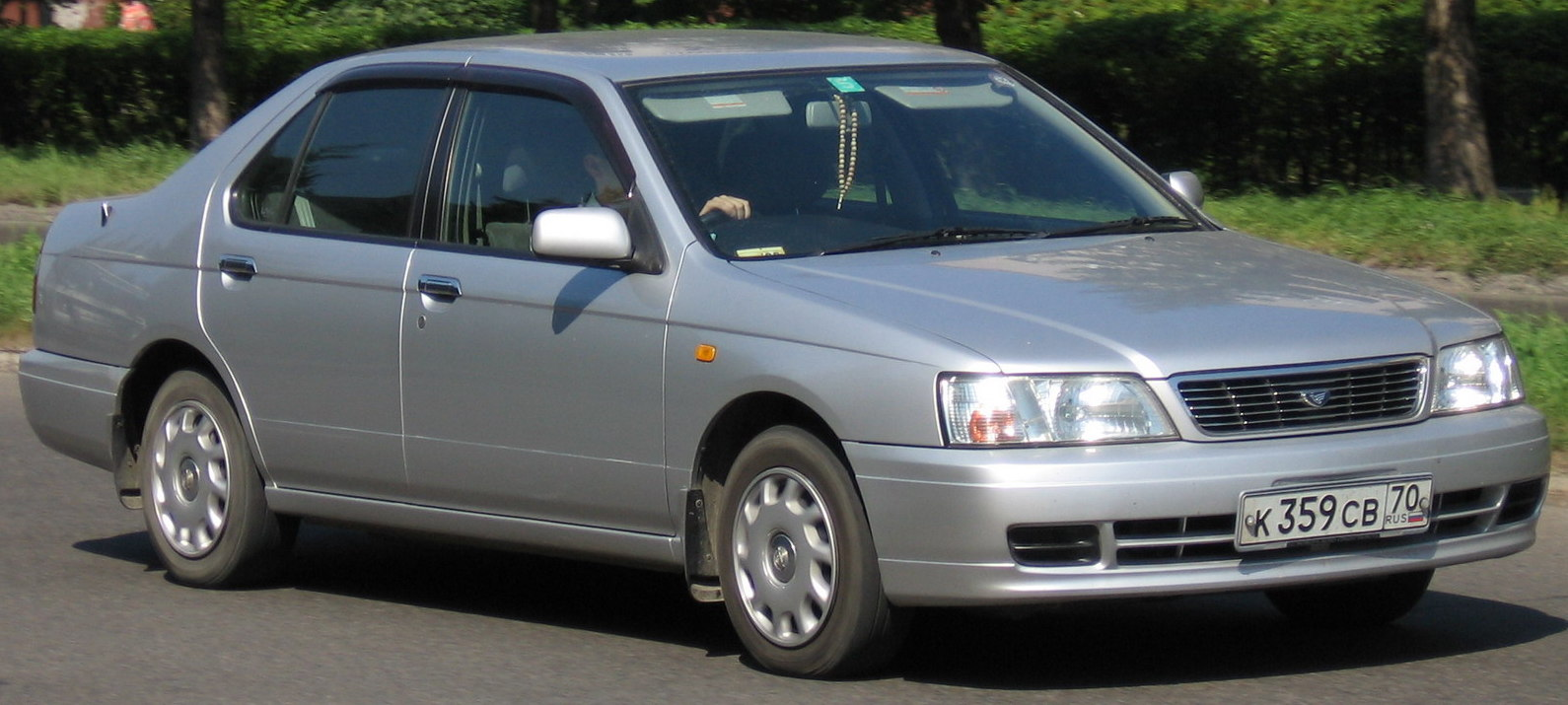
ルグラン（後期型）

## 車名の由来
メーテルリンクの童話『青い鳥』にちなむ。古来より欧米では青い鳥は「幸せの青い鳥」として幸福の象徴とされてきた。当時の川又克二社長によって命名された。当初は「スノーバード（ユキホオジロ）」と命名されるはずだったが、これがアメリカの俗語で「麻薬常習者」を意味していたため、改名せざるを得なかったと言う逸話がある。もっともアメリカ市場では単に「ダットサン」の名で販売された。
2代目以降のスポーツグレードに与えられる「SSS」とは「Super Sports Sedan」の頭文字を取ったものである。ただしＳＳＳ(サンエス)の商標を掲げる老舗の自転車部品製造販売、卸売業者が存在したため、正式に許諾を得て、これを使用した。

## 自動車運搬船
日産自動車の対米輸出が増加しつつあった1960年代、日産が発注した自動車運搬船にもBluebirdの名が冠せられた。Bluebirdは1968年-1981年の間、主に北米航路を中心に日産が製造した普通自動車の輸送に当たった。